# Governador Valadares
Governador Valadares é um município brasileiro no interior do estado de Minas Gerais, Região Sudeste do país. Localiza-se no Vale do Rio Doce e está situado a cerca de 320 km a leste da capital do estado. Ocupa uma área de pouco mais de 2 342 km², sendo aproximadamente 50 km² em área urbana, e sua população foi estimada em 266 649 habitantes em 2024, posicionando-se assim como o nono mais populoso do estado mineiro.
O desbravamento da região da atual cidade teve início no século XVI, em expedições como a de Sebastião Fernandes Tourinho que seguiam pelo curso do rio Doce à procura de metais preciosos em suas margens. No entanto, o povoamento foi iniciado somente entre os séculos XVIII e XIX, com a instalação de quartéis destinados a dominar os índios Borun em favor dos colonos que navegavam pelo rio Doce. Com a locação da EFVM, por volta de 1907, houve a consolidação do povoado, cuja localização próxima de produtores de café e extração de madeira favoreceu o desenvolvimento comercial e o crescimento populacional. Dessa forma, o município foi emancipado de Peçanha na década de 30.
Após a década de 1940, a extração de mica e pedras preciosas trouxe um forte crescimento populacional, ao lado da pecuária e do comércio. No entanto, com o declínio dos recursos naturais e da agropecuária, o giro de capital só foi possível com a entrada de renda enviada por emigrantes que rumaram a outros países, sobretudo os Estados Unidos. A atividade comercial constitui a principal fonte de renda gerada na cidade, juntamente com a agroindústria e o beneficiamento de produtos regionais.
A cidade é banhada pelo rio Doce e tem como importante marco natural o Pico da Ibituruna, o qual pode ser avistado de quase todo o município e oferece a oportunidade de escaladas e saltos de voo livre, inclusive campeonatos nacionais e internacionais dessa modalidade. Eventos como o GV Folia e a Expoagro GV também figuram como principais atrativos.

## História

### Colonização da região

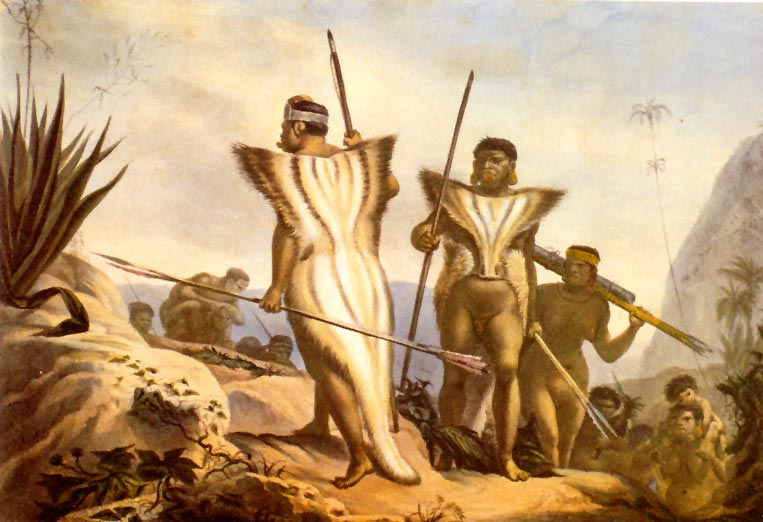
Borun, povos originários.

A região do atual município de Governador Valadares se encontra habitada por indígenas há pelo menos 10 mil anos e registros dos primeiros exploradores da região após a "descoberta" do Brasil, ocorrida em 1500, apontam que nessa ocasião eles ainda eram numerosos. O desbravamento dessa área teve início no século XVI, em expedições como a de Sebastião Fernandes Tourinho que seguiam pelo curso do rio Doce à procura de metais preciosos em suas margens. Fernandes Tourinho acompanhou o caminho inverso do rio Doce até atingir o rio Santo Antônio, no entanto o povoamento da região foi proibido no começo do século XVII, a fim de evitar contrabando do ouro extraído na região de Diamantina.
O povoamento foi liberado em 1755 e para garantir a segurança de colonos e comerciantes que navegavam pelo rio Doce foram instalados quartéis destinados a vigiar os índios Borun, que são os povos originários do território. O quartel de Baguari foi o primeiro em território do atual município e a partir dele surgiram povoamentos próximos, dentre os quais Figueira, que corresponde à atual sede municipal. Para forçar os indígenas a deixar a região em proteção aos colonizadores, os quartéis serviram como estratégia. Perto de Figueira foi criado em 1818 o quartel D. Manoel, na margem esquerda do rio Doce, onde funcionou um pequeno porto que atendia ao serviço militar, local onde também se formou um núcleo comercial. Posteriormente, o povoado foi elevado a distrito de paz com a denominação de Baguari, levando à criação do distrito subordinado a Peçanha pela lei provincial nº 3.198, de 23 de setembro de 1884, passando então a denominar-se Santo Antônio da Figueira.

### Emancipação e desenvolvimento
No começo do século XX, o anúncio da locação da Estrada de Ferro Vitória a Minas (EFVM) pela região favoreceu o desenvolvimento do então distrito e em 15 de agosto de 1910, houve a inauguração da primeira estação ferroviária da localidade. A consolidação da ferrovia incentivou a instalação de plantações de café e a extração da madeira, que passaram a ter uma alternativa de escoamento da produção em direção aos portos do Espírito Santo. No início da década de 1920, o núcleo urbano ainda se restringia a poucas ruas existentes entre o rio Doce à direita e a via férrea à esquerda, com algumas fazendas ao redor. Nessa ocasião, o povoamento era atendido por estradas que o ligavam a outras regiões para o tráfego de tropeiros, estabelecendo-se ali um ponto de descanso.

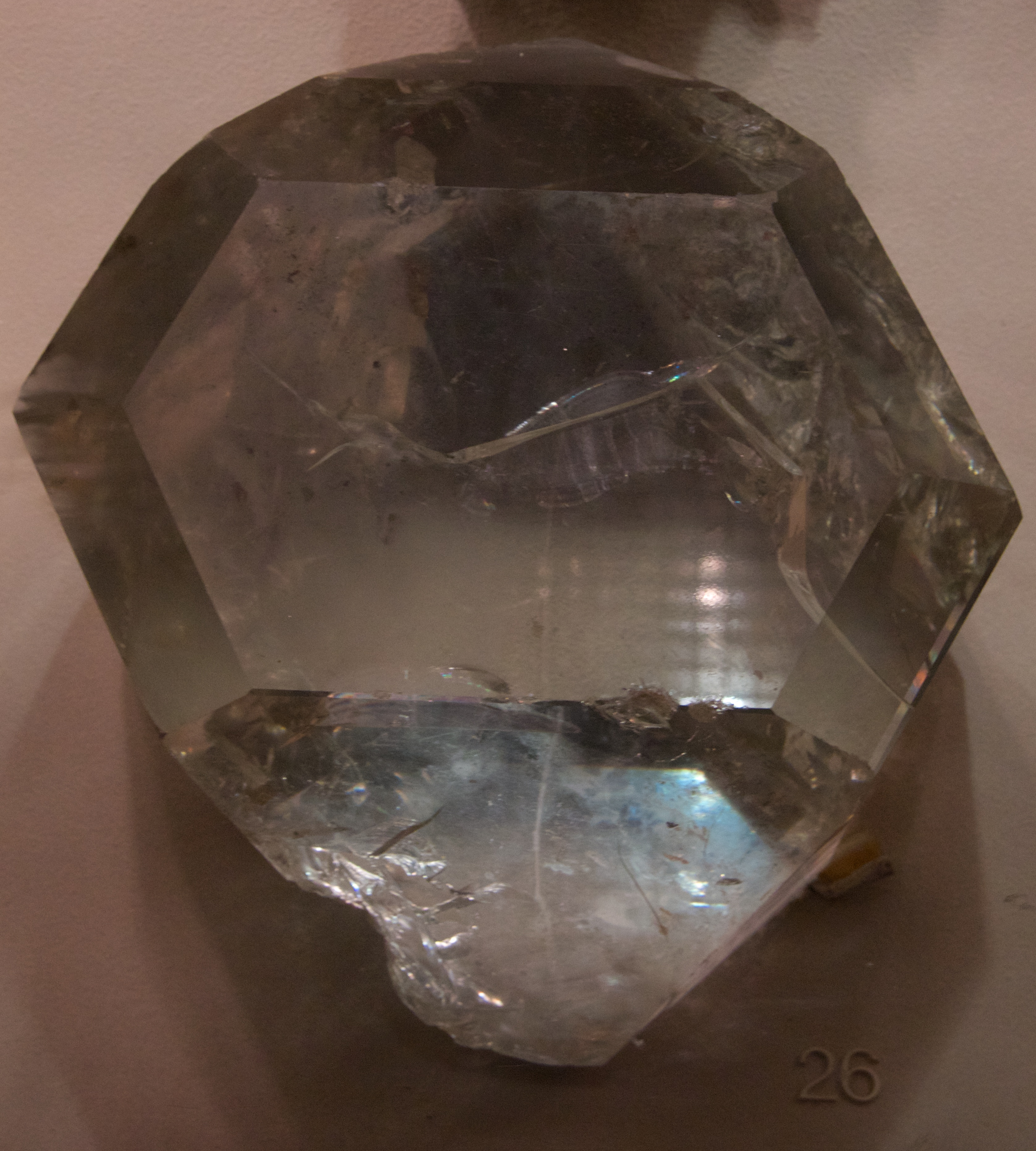
Topázio extraído em Governador Valadares em exposição no Museu Americano de História Natural de Nova Iorque

Pela lei estadual nº 843, de 7 de setembro de 1923, Santo Antônio da Figueira recebeu o nome de Figueira. Em 1925, foi construída uma pequena usina elétrica movida a vapor com o objetivo de fornecer energia elétrica ao povoamento e em 1928, foi estruturada a primeira estrada, ligando o distrito a Coroaci. Na década de 1930, houve os primeiros movimentos a favor da emancipação do distrito, que veio a ocorrer pelo decreto-lei estadual nº 32, de 31 de dezembro de 1937, instalando-se em 30 de janeiro de 1938. Em 17 de dezembro de 1938, o município recebeu a denominação de Governador Valadares em referência ao então governador de Minas Gerais Benedito Valadares. À época da emancipação, seu território abrangia total ou parcialmente as áreas dos atuais municípios de Alpercata, Açucena, Naque e Periquito, que foram desmembrados no decorrer das décadas seguintes.
Governador Valadares atingiu 1940 com a marca de 5 734 habitantes. Nessa ocasião, a Companhia Siderúrgica Belgo-Mineira e a Acesita apossaram-se de vastas áreas do município e do Vale do Rio Doce com a intenção de extrair madeira destinada a abastecer suas usinas, localizadas em João Monlevade e Timóteo, respectivamente. Na região central da cidade foram abertas 14 serrarias entre 1940 e 1950, apesar do declínio da atividade em 1960. Também na década de 1940 houve o encetamento da exploração mineral em terras valadarenses, com a extração de mica e pedras preciosas que atraíam consumidores e investidores de várias partes do Brasil, o que impulsionou a população para 20 357 habitantes em 1950 e 70 494 residentes em 1960. A cana-de-açúcar e a pecuária também se mostravam como atividades promissoras, tendo em vista as terras férteis.

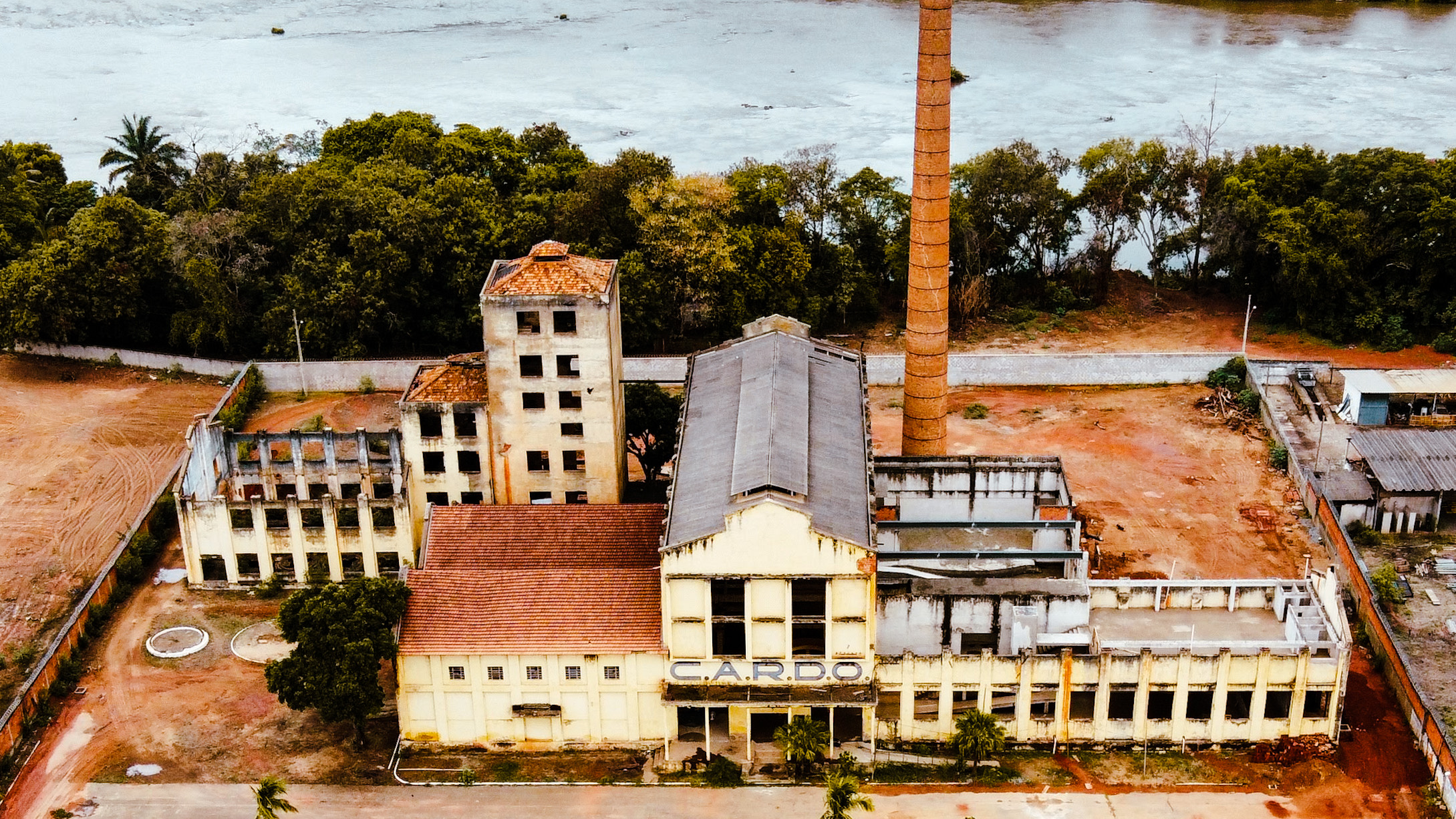
Prédio da antiga Companhia Açucareira Rio Doce (CARDO), fábrica de açúcar e álcool criada em 1946 e desativada em 1972. Foto de 2021.

O crescimento urbano abrupto ocorreu de forma descontrolada e sem planejamento, culminando na ocupação de áreas sujeitas a enchentes nas margens do rio Doce e no despejo de esgoto no curso hidrográfico, de onde era extraída a água consumida pela população sem tratamento. Os casos de malária e outras doenças tropicais eram comuns, situação que começou a ser amenizada após a criação do primeiro serviço de saúde pública em 1942. Ainda na década de 1940, o abastecimento de energia elétrica foi reestruturado com a construção da Usina Hidrelétrica de Tronqueiras, em Coroaci, e o município passou a ser atendido pela BR-116 (Rodovia Rio–Bahia). Mais tarde também houve a chegada da BR-381.
A Companhia Açucareira Rio Doce (CARDO), subsidiária da Belgo-Mineira, destacou-se como um dos principais investimentos industriais da cidade, tendo sido criada em 1946 e entrado em operação em 1948. Produzia açúcar e álcool a partir de uma plantação de cana-de-açúcar de 85 alqueires localizada onde mais tarde se instalou a Univale. No entanto, sua demanda fez com que a lavoura canavieira se expandisse na região, principalmente nos municípios de Açucena e Tarumirim. Chegou a produzir uma média de 600 sacas por dia.

### Esgotamento econômico e emigração
O esgotamento dos recursos naturais no município levou ao declínio da exploração madeireira na década de 1960, resultando no fechamento das serrarias existentes na cidade. A falta de mercado consumidor na região e a evasão dos investidores implicaram a queda da produção pecuária e de cana-de-açúcar, que tinha como importante investidor a Companhia Açucareira Rio Doce, desativada na década de 1970. O empresário José Egreja havia comprado a CARDO em 1963 e transferido as operações para o estado de São Paulo, levando à unidade valadarense a ser fechada em 1972.
Em 1950, havia uma média de duas cabeças de gado por hectare, passando a uma taxa de 0,8 cabeças por hectare em 1980. A partir da década de 70, parte das terras devastadas para a extração de madeira e a agropecuária foi cedida para abrir espaço à monocultura de eucalipto destinada à usina de celulose da Cenibra, no município de Belo Oriente. Em vista do declínio de suas principais atividades econômicas, o município passa a registrar uma queda em sua produção econômica, deixando de gerar capital e emprego.
A situação de Governador Valadares foi agravada por dias seguidos de chuvas intensas em toda a bacia do rio Doce, que elevaram o nível do leito em 5,18 metros acima do normal na cidade durante a histórica enchente de fevereiro de 1979, gerando situação de calamidade com repercussão internacional. Em alternativa à improdutividade, ganhou impulso entre as décadas de 70 e 80 a emigração da população com destino a outras partes do país e principalmente ao exterior, culminando na entrada de capital que, por fim, foi capaz de movimentar a economia valadarense. Setores como construção civil, o comércio e a prestação de serviços se viram impulsionados por esse retorno de capital no decorrer das décadas de 80 e 90, ao passo que cerca de 27 mil habitantes haviam emigrado do município com destino a outros países, em especial para os Estados Unidos, até 1993.

### História recente

Distribuição de água pelo Exército Brasileiro durante desabastecimento na cidade em novembro de 2015

Em janeiro de 1997, Governador Valadares foi afetada pela segunda pior enchente da história da cidade, perdendo apenas para a de 1979, com o rio Doce atingindo 4,77 metros acima do nível normal. Em dezembro de 2013, chuvas fortes e contínuas provocaram duas mortes e deixaram mais de 250 desalojados na cidade, afetando 25 bairros. Foi decretado estado de emergência. Em novembro de 2015, o município foi novamente destaque nacional, dessa vez como um dos afetados pelos impactos do rompimento de barragem ocorrido em Mariana. A lama da barragem de rejeitos da Samarco chegou ao rio Doce, comprometendo o abastecimento de água em várias cidades que dependem do curso para o suprimento, como em Governador Valadares a partir do dia 8 de novembro.
Em 10 de novembro de 2015, foi decretado estado de calamidade pública em função do desabastecimento na cidade, que já vinha sendo afetada pela estiagem prolongada, levando o Exército Brasileiro a liderar a distribuição gratuita de água fornecida pela Samarco no Centro de Valadares em 13 de novembro. Centenas de moradores aguardavam o recebimento de água potável em filas que dobravam quarteirões, enquanto que roubos e saques nas casas, caixas d'água e distribuidoras se tornaram frequentes. Iniciou-se então uma campanha com amplo alcance nacional visando a doar água para o município e outras cidades com abastecimento prejudicado e nos dias seguintes pontos de distribuição também foram estabelecidos pelo Exército em alguns bairros. O abastecimento começou a ser retomado em 16 de novembro, mas nas semanas seguintes a água ainda apresentava odor e coloração diferentes e novas filas se formavam para conseguir água potável.
Em abril de 2016, Governador Valadares mais uma vez esteve em destaque nos noticiários por causa de um embaraço. O desencadeamento da Operação Mar de Lama, realizada pela Polícia Federal em parceria com o Ministério Público, iniciou uma investigação a uma organização criminosa suspeita de desviar R$ 1 bilhão de reais, grande parte dos quais desviados de recursos federais que seriam destinados a cobrir os impactos das enchentes de 2013. Apenas nas primeiras semanas de investigação, 26 pessoas foram afastadas de suas funções no município, incluindo 13 vereadores.

## Geografia

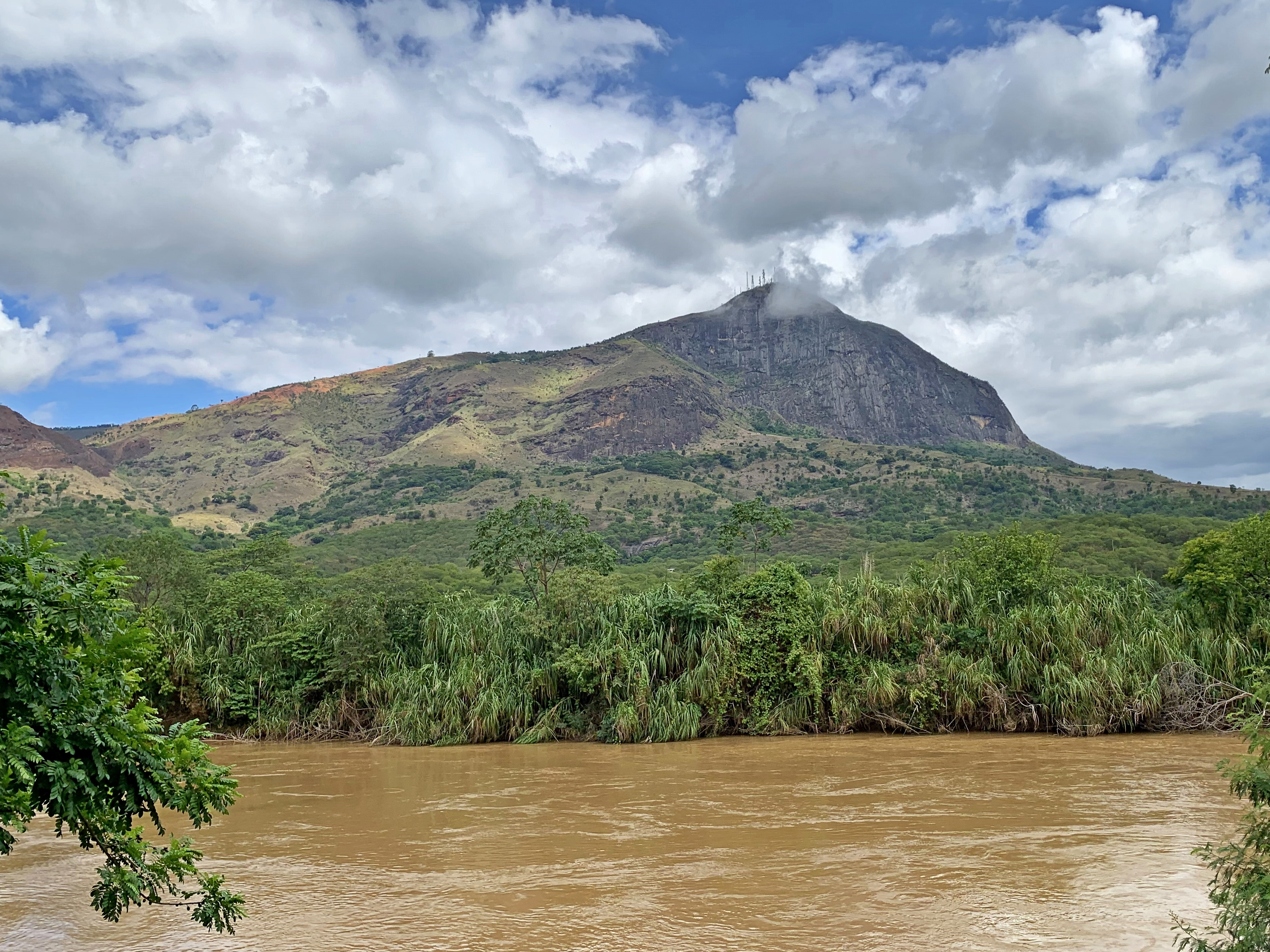
Rio Doce com o Pico da Ibituruna ao fundo

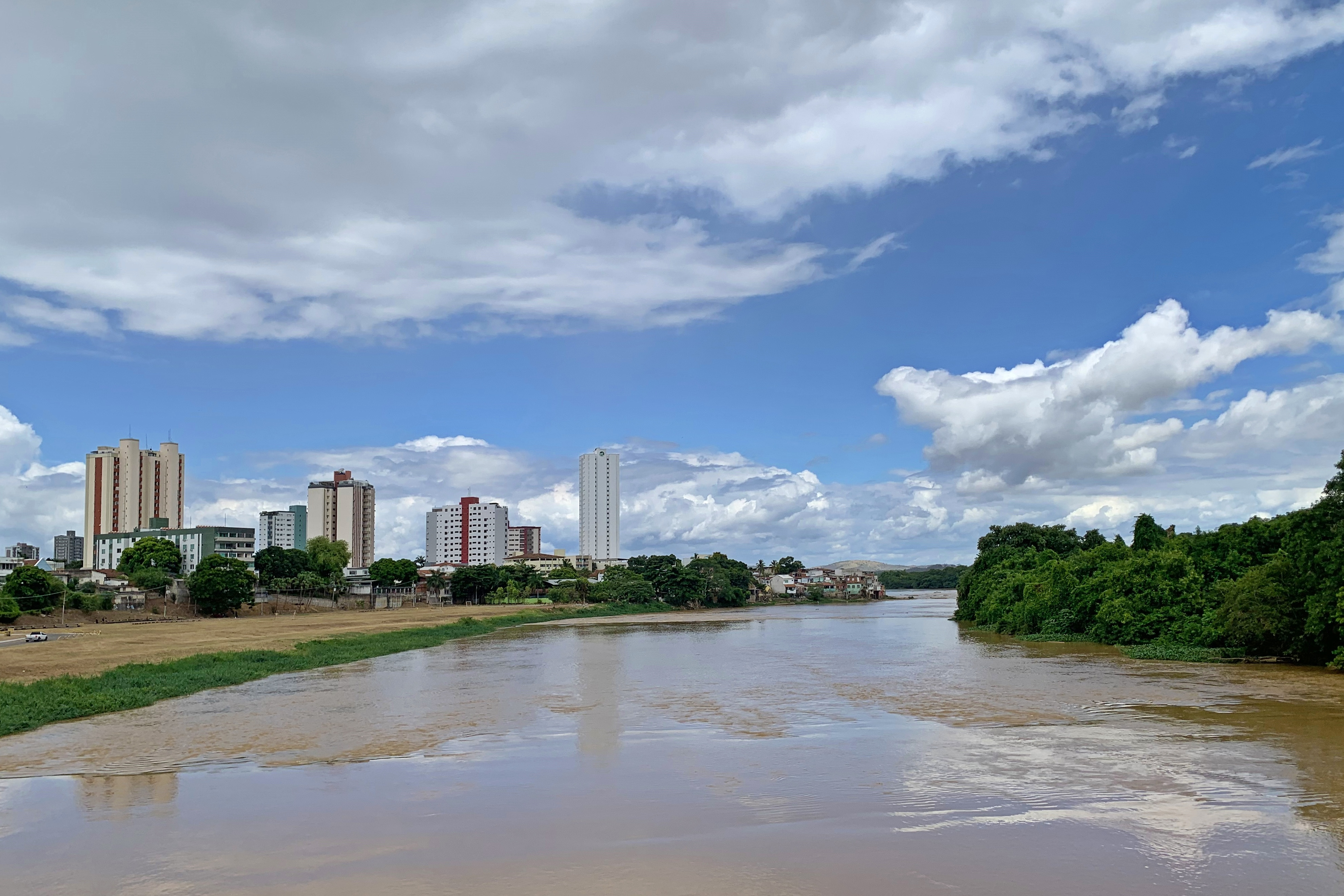
O rio Doce banhando a cidade, visto da Ponte da Ilha dos Araújos.

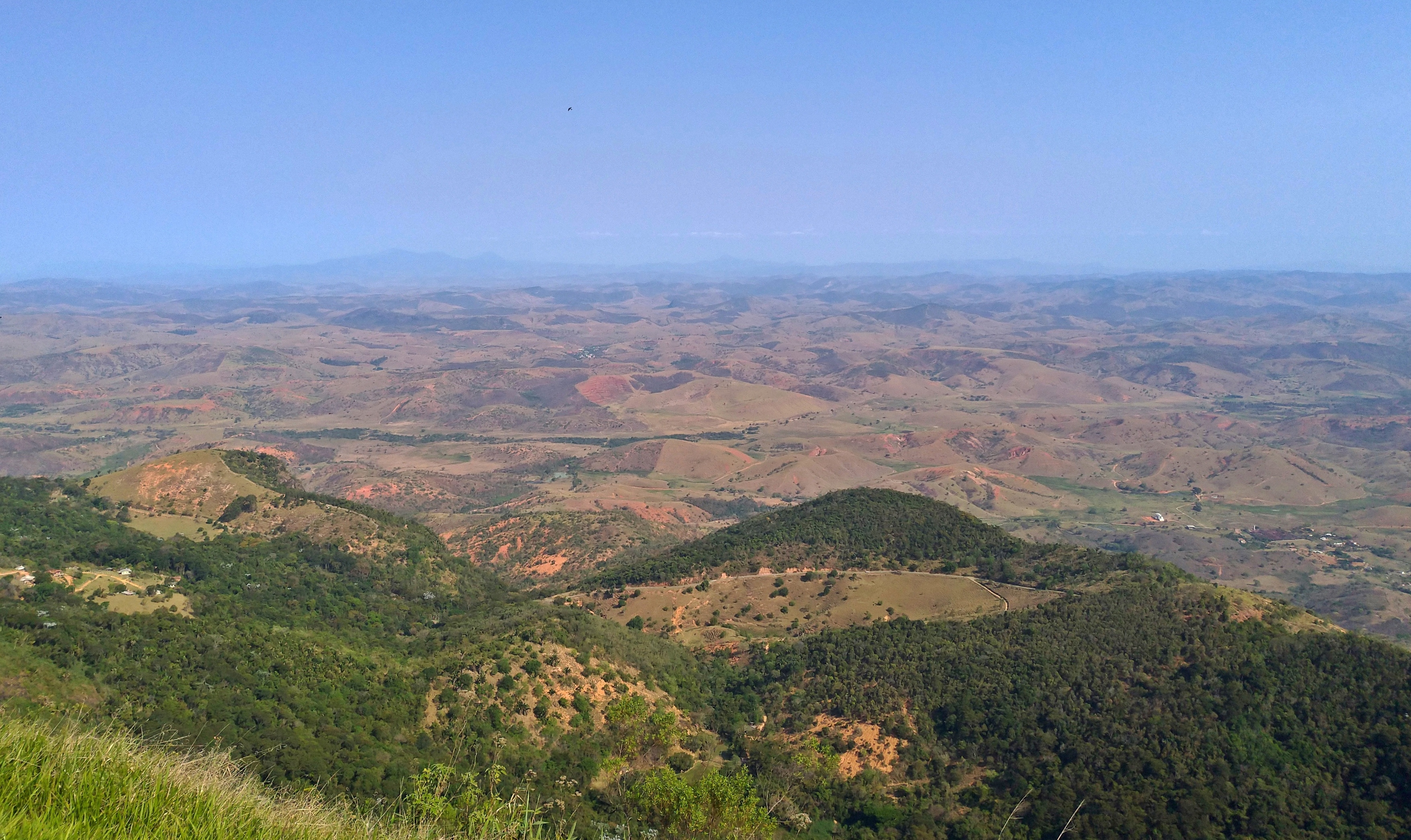
Relevo ondulado no município, visto da Ibituruna.

A área do município é de 2 342,325 km², representando 0,4003% do território mineiro, 0,254% da área da região Sudeste do Brasil e 0,0276% de todo o território brasileiro. Desse total 49,93 km² constituem a zona urbana. Limita-se com os municípios de São Geraldo da Piedade, Santa Efigênia de Minas e Sardoá a oeste; Coroaci a noroeste; Marilac, Mathias Lobato, Frei Inocêncio e Jampruca a norte; Nova Módica e São Félix de Minas a nordeste; Divino das Laranjeiras a leste; Galileia a sudeste; Alpercata, Fernandes Tourinho e Tumiritinga a sul; e Açucena e Periquito a sudoeste.
De acordo com a divisão regional vigente desde 2017, instituída pelo IBGE, o município pertence às Região Geográfica Intermediária de Governador Valadares e Região Geográfica Imediata de Governador Valadares. Até então, com a vigência das divisões em microrregiões e mesorregiões, fazia parte da microrregião de Governador Valadares, que por sua vez estava incluída na mesorregião do Vale do Rio Doce.

### Relevo e hidrografia
De forma geral, o território municipal está inserido em duas unidades geomorfológicas, sendo 60% do território valadarense ondulado, 25% acidentado e 15% plano. As áreas a sul, onde está localizado o perímetro urbano, estão situadas nos domínios da depressão interplanáltica do Vale do Rio Doce, cujo relevo é resultado de uma dissecação fluvial atuante no período Pré-Cambriano e que acompanha o curso do rio Doce. Trata-se de uma região relativamente aplainada, cujas altitudes médias variam entre 250 a 500 metros, com a presença de colinas suaves, vales, cursos hídricos em demasia e as maiores altitudes presentes em elevações abruptas isoladas, além do Pico da Ibituruna, com seus 1 123 m, separado da zona urbana pelo rio Doce. Predominam nessa unidade solos com xistos, micaxistos, biotita-gnaisse, com a presença de quartzo. O Planalto Soerguido/Maciço Montanhoso, por sua vez, corresponde a uma região de relevo acidentado a norte e noroeste do município. Compõe-se vales abruptos e colinas de topo em crista que têm em média 850 a 900 metros de altitude, podendo ser encontrados solos com granito-gnaisse, granitos e biotita-gnaisse.
O município se encontra na bacia do rio Doce, cujo curso corta o território municipal e banha a zona urbana, sendo o responsável pelo fornecimento de água à maior parte da cidade. Diversos outros cursos hidrográficos banham o município e em conjunto compõem a calha do rio Doce, destacando-se em massa d'água os rios Corrente Grande, Suaçuí Grande, Suaçuí Pequeno e Tronqueiras. Outros cursos menores e que também banham Governador Valadares são os córregos Capim, Caramanho, Cassiano, Cedro, do Bernardo, do Desidério, do Onça, do Tapinoã, Figueirinha, Melquíades, Paca e Santa Helena. Dentre eles, os córregos Capim, do Onça e Figueirinha cortam o perímetro urbano, recebendo consideráveis níveis de poluição hídrica com destino ao rio Doce, o qual também recebe boa parte dos efluentes urbanos sem tratamento da cidade.

### Clima

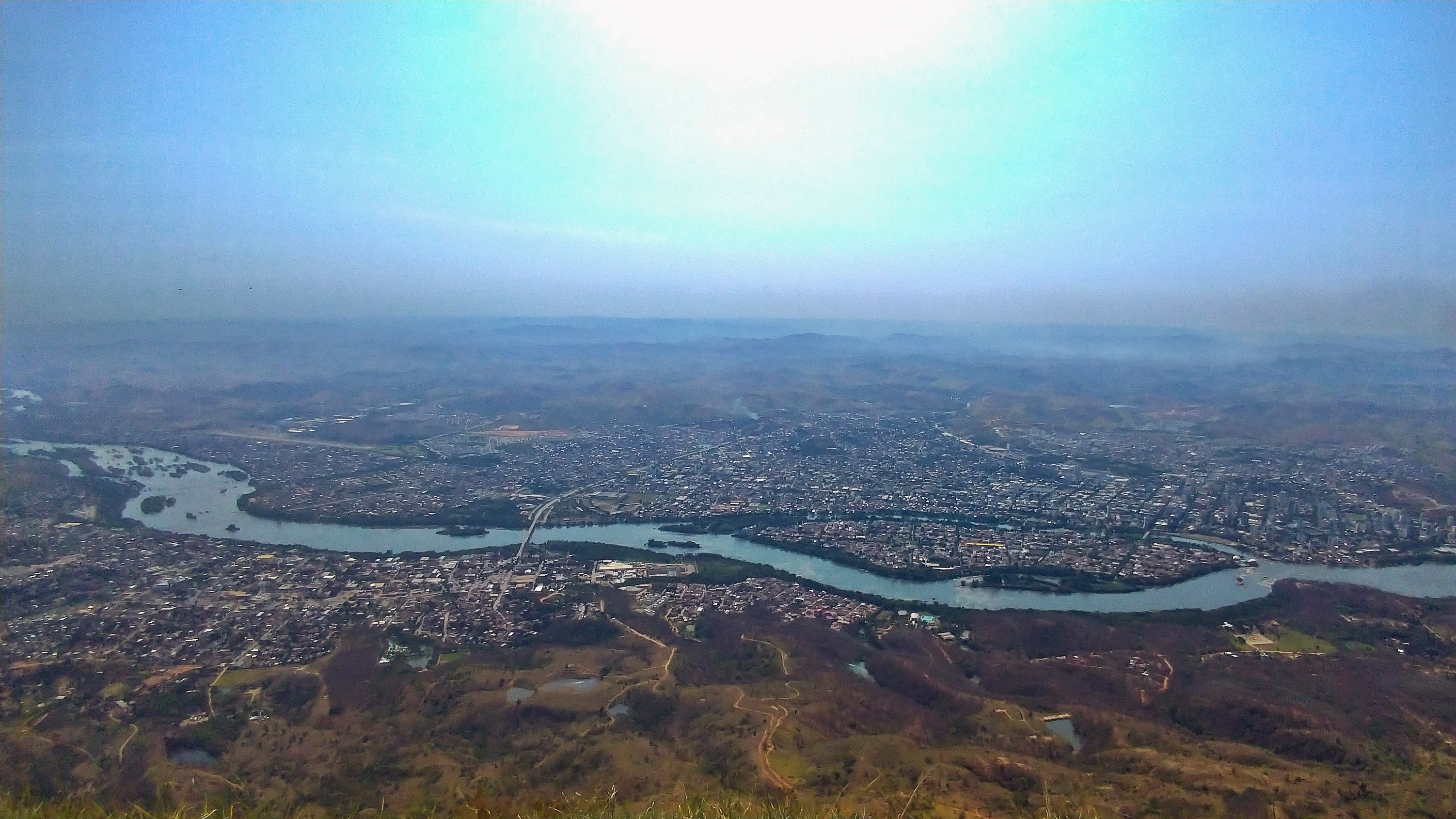
Vista da cidade em uma tarde quente, seca e poluída de setembro, ao fim da estação seca.

O clima valadarense é caracterizado como tropical quente semiúmido (tipo Aw segundo Köppen), com temperatura média compensada anual de 24 °C e pluviosidade média de 990 mm/ano, concentrados entre os meses de outubro e março. A estação chuvosa compreende os meses mais quentes, enquanto que a estação seca abrange os meses mornos. Outono e primavera, por sua vez, são estações de transição. As precipitações caem principalmente sob a forma de chuva  e, esporadicamente, de granizo, podendo ainda vir acompanhadas de descargas elétricas e fortes rajadas de vento. Conforme o Grupo de Eletricidade Atmosférica do Instituto Nacional de Pesquisas Espaciais (ELAT/INPE) em 2018, Governador Valadares apresenta uma densidade de descargas de 1,192 raio por km²/ano, estando na 676ª posição a nível estadual e na 4 325ª a nível nacional.
| Maiores acumulados de precipitação em 24 horas registrados em Governador Valadares por meses (INMET) | Maiores acumulados de precipitação em 24 horas registrados em Governador Valadares por meses (INMET) | Maiores acumulados de precipitação em 24 horas registrados em Governador Valadares por meses (INMET) | Maiores acumulados de precipitação em 24 horas registrados em Governador Valadares por meses (INMET) | Maiores acumulados de precipitação em 24 horas registrados em Governador Valadares por meses (INMET) | Maiores acumulados de precipitação em 24 horas registrados em Governador Valadares por meses (INMET) |
| Mês                                                                                                  | Acumulado                                                                                            | Data                                                                                                 | Mês                                                                                                  | Acumulado                                                                                            | Data                                                                                                 |
| --- | --- | --- | --- | --- | --- |
| Janeiro                                                                                              | 120,2 mm                                                                                             | 27/01/1973                                                                                           | Julho                                                                                                | 29,2 mm                                                                                              | 26/07/2023                                                                                           |
| Fevereiro                                                                                            | 89 mm                                                                                                | 27/02/1968                                                                                           | Agosto                                                                                               | 31,2 mm                                                                                              | 30/08/1990                                                                                           |
| Março                                                                                                | 114,2 mm                                                                                             | 07/03/1988 02/03/2020                                                                                | Setembro                                                                                             | 87 mm                                                                                                | 27/09/1997                                                                                           |
| Abril                                                                                                | 116,4 mm                                                                                             | 23/04/1983                                                                                           | Outubro                                                                                              | 151,2 mm                                                                                             | 20/10/1984                                                                                           |
| Maio                                                                                                 | 54 mm                                                                                                | 12/05/1973                                                                                           | Novembro                                                                                             | 122,8 mm                                                                                             | 20/11/1994                                                                                           |
| Junho                                                                                                | 85,6 mm                                                                                              | 27/06/2009                                                                                           | Dezembro                                                                                             | 119 mm                                                                                               | 30/12/2018                                                                                           |
| Período: 01/06/1961 a 31/12/1984 e 01/01/1986 a 31/12/1986 e 01/01/1988–presente                     | | | | | |

Com quase duas mil horas de insolação por ano, a umidade do ar média anual é de 76%, contudo baixos índices podem ser registrados durante a estação seca ou em longos veranicos. Nesses períodos, o ar seco propicia a ocorrência de queimadas e favorece a poluição do ar. Nevoeiros ocorrem nas manhãs dos meses frios, por conta da alta umidade e das baixas temperaturas. O vento dominante é originado na direção leste e, no período mais ventoso do ano, entre agosto e novembro, a velocidade média é de 11,7 quilômetros por hora (km/h), tendo uma ligeira concentração entre setembro e outubro. Na época mais calma, de março a junho, a velocidade média varia entre 8 e 9 km/h.
Os dias mais frios do ano tendem a observar marcas próximas ou, com menor frequência, abaixo de 10 °C na zona urbana, enquanto que no Pico da Ibituruna a temperatura chega aos 4 °C nesses eventos de frio mais intenso. Nas áreas ao redor do rio Doce a sensação térmica também tende a ser menor em comparação ao restante da cidade, por conta da circulação de ventos favorecida no curso do manancial. Por outro lado, os dias mais quentes do ano observam facilmente temperaturas próximas ou acima de 40 °C dentro do perímetro urbano, com sensação térmica que pode atingir 50 °C em picos de calor.
Segundo dados do Instituto Nacional de Meteorologia (INMET), referentes ao período de junho de 1961 a 1984, 1986 e a partir de 1988, a menor temperatura registrada em Governador Valadares foi de 7 °C nos dias 18 de julho de 1989, 8 de agosto de 1994 e 9 de junho de 1995, e a maior atingiu 41,7 °C em 18 de novembro de 2023, durante uma onda de calor intensa. O maior acumulado de precipitação em 24 horas foi de 151,2 mm em 20 de outubro de 1984. Dezembro de 2013 foi o mês mais chuvoso, com mais de 500 mm. O menor índice de umidade relativa do ar (URA) foi de 12% nos dias 16 de outubro de 2015 e 10 de novembro de 2023. Desde junho de 2007 a maior rajada de vento chegou a 30,2 metros por segundo (m/s), ou 108,7 km/h, em 21 de janeiro de 2009.
| Dados climatológicos para Governador Valadares | Dados climatológicos para Governador Valadares | Dados climatológicos para Governador Valadares | Dados climatológicos para Governador Valadares | Dados climatológicos para Governador Valadares | Dados climatológicos para Governador Valadares | Dados climatológicos para Governador Valadares | Dados climatológicos para Governador Valadares | Dados climatológicos para Governador Valadares | Dados climatológicos para Governador Valadares | Dados climatológicos para Governador Valadares | Dados climatológicos para Governador Valadares | Dados climatológicos para Governador Valadares | Dados climatológicos para Governador Valadares |
| Mês | Jan                                            | Fev                                            | Mar                                            | Abr                                            | Mai                                            | Jun                                            | Jul                                            | Ago                                            | Set                                            | Out                                            | Nov                                            | Dez                                            | Ano                                            |
| --- | ---------------------------------------------- | ---------------------------------------------- | ---------------------------------------------- | ---------------------------------------------- | ---------------------------------------------- | ---------------------------------------------- | ---------------------------------------------- | ---------------------------------------------- | ---------------------------------------------- | ---------------------------------------------- | ---------------------------------------------- | ---------------------------------------------- | ---------------------------------------------- |
| Temperatura máxima recorde (°C) | 40,2                                           | 40,4                                           | 37,9                                           | 38,3                                           | 35,8                                           | 35,5                                           | 35,7                                           | 38                                             | 39,6                                           | 41                                             | 41,7                                           | 40,4                                           | 41,7                                           |
| Temperatura máxima média (°C) | 32,2                                           | 33,2                                           | 32,2                                           | 30,7                                           | 28,7                                           | 27,9                                           | 27,8                                           | 28,6                                           | 29,7                                           | 30,9                                           | 30,8                                           | 31,2                                           | 30,3                                           |
| Temperatura média compensada (°C) | 26,5                                           | 26,6                                           | 26,1                                           | 24,8                                           | 22,5                                           | 21,1                                           | 20,9                                           | 21,9                                           | 23,7                                           | 25                                             | 25,8                                           | 25,9                                           | 24,2                                           |
| Temperatura mínima média (°C) | 21,9                                           | 21,6                                           | 21,3                                           | 20,1                                           | 17,5                                           | 15,8                                           | 15,2                                           | 16,4                                           | 18                                             | 19,7                                           | 20,7                                           | 21,5                                           | 19,1                                           |
| Temperatura mínima recorde (°C) | 15,3                                           | 16,9                                           | 15,1                                           | 12                                             | 8,6                                            | 7                                              | 7                                              | 7                                              | 10,2                                           | 10,5                                           | 12,3                                           | 13,4                                           | 7                                              |
| Precipitação (mm) | 173                                            | 83,5                                           | 113                                            | 48,8                                           | 23,1                                           | 13,6                                           | 8                                              | 13,6                                           | 33,9                                           | 69,8                                           | 170,4                                          | 234,9                                          | 985,6                                          |
| Dias com precipitação (≥ 1 mm) | 10                                             | 7                                              | 9                                              | 5                                              | 3                                              | 2                                              | 2                                              | 2                                              | 3                                              | 6                                              | 11                                             | 14                                             | 74                                             |
| Umidade relativa compensada (%) | 78,6                                           | 76,3                                           | 77,6                                           | 78,6                                           | 78,1                                           | 78,3                                           | 75,3                                           | 72                                             | 68,8                                           | 69,6                                           | 75,7                                           | 78,4                                           | 75,6                                           |
| Insolação (h) | 196,4                                          | 188,5                                          | 187,1                                          | 177,4                                          | 161,6                                          | 157,8                                          | 168                                            | 178,3                                          | 145                                            | 145,4                                          | 128,7                                          | 138,9                                          | 1 973,1                                        |
| Fonte: Instituto Nacional de Meteorologia (INMET) (normal climatológica de 1981–2010; recordes de temperatura: 01/06/1961 a 31/12/1984 e 01/01/1986 a 31/12/1986 e 01/01/1988–presente) |                                                |                                                |                                                |                                                |                                                |                                                |                                                |                                                |                                                |                                                |                                                |                                                |                                                |

### Ecologia e meio ambiente

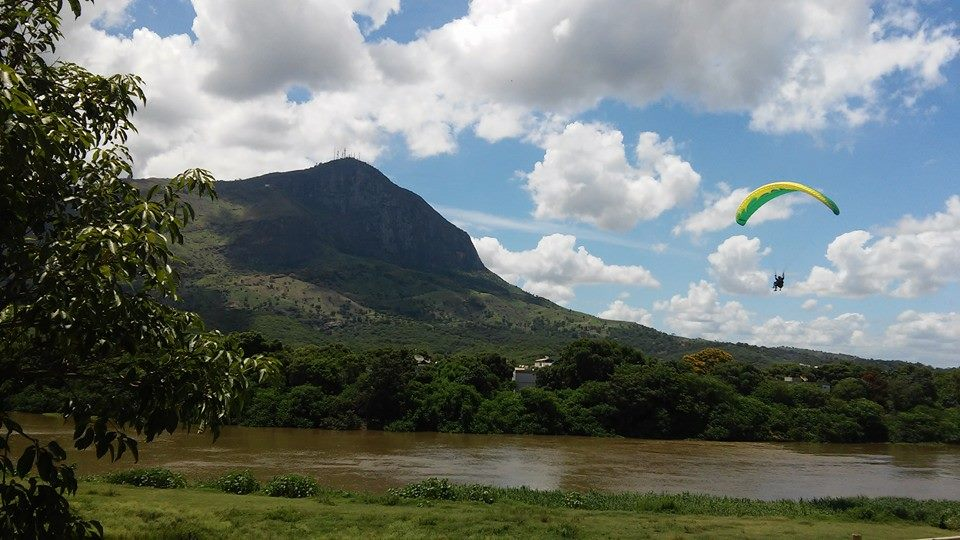
Vegetação natural na área de proteção ambiental (APA) do Pico da Ibituruna, às margens do rio Doce.

A vegetação nativa pertence ao domínio florestal Atlântico (Mata Atlântica), restando poucas regiões fragmentadas em meio a áreas reflorestadas, pastagens e ao perímetro urbano. O processo de derrubada da mata nativa teve início no começo do século XX, com a exploração e a expansão do perímetro urbano a partir da margem do rio Doce, no entanto foi fortemente alavancado entre 1940 e 1960, quando ocorreu o encetamento e o auge da exploração madeireira. Muitas das áreas devastadas deram lugar às pastagens para a pecuária e, mais tarde, à monocultura de reflorestamento com eucalipto destinado a empresas produtoras de celulose. Multinacionais como a Cenibra passaram a pagar aos pequenos produtores para que cultivassem o eucalipto em suas propriedades, destinado a sua produção de celulose, em vez de manterem o gado e/ou lavouras para própria subsistência, contribuindo para a remoção de árvores.
Segundo informações da prefeitura de 2015, a vegetação natural abrange 374,27 km², ou 16% do território municipal, porém esse percentual está dividido em pontos dispersos pelo município e isolados um do outro e apenas 2% da área do município compreendem Mata Atlântica nativa. A APA do Pico da Ibituruna é a única área de proteção ambiental de Governador Valadares, destinada a proteger a vegetação natural existente na região do Pico da Ibituruna. Criada em 1983, abrange cerca de 6 243 hectares, ou 2,7% da área municipal, e é considerada como um dos maiores remanescentes de Mata Atlântica do médio rio Doce, porém incêndios ocasionais atingem a unidade de conservação, contribuindo para sua degradação.
Apesar da degradação em alguns pontos, a APA do Pico da Ibituruna concentra uma considerável gama de espécies arbóreas típicas do bioma nativo, com destaque ao jacarandá, jequitibá e ipê-amarelo, bem como na fauna, representada por paca, capivara, cutia, jaguatirica, o sabiá-laranjeira, o beija-flor, sanhaço, pica-pau, saíra, inhambu, jacu, tico-tico, alma-de-gato, maritaca, tuim e pintassilgo. O município também administra um parque municipal, o chamado Parque Natural Municipal de Governador Valadares, área verde de cerca de 400 mil m² situada entre a cidade, o Pico da Ibituruna e o rio Doce que foi estruturada pela Vale S.A. e inaugurada em 6 de fevereiro de 2015. Com foco à conservação ambiental, destacam-se campanhas de conscientização ecológica realizadas ocasionalmente nas escolas e que envolvem a população e programas de arborização de logradouros. A arborização é relativamente marcante nas principais praças, ruas e avenidas, sobretudo com a presença do oiti.

#### Problemas ambientais

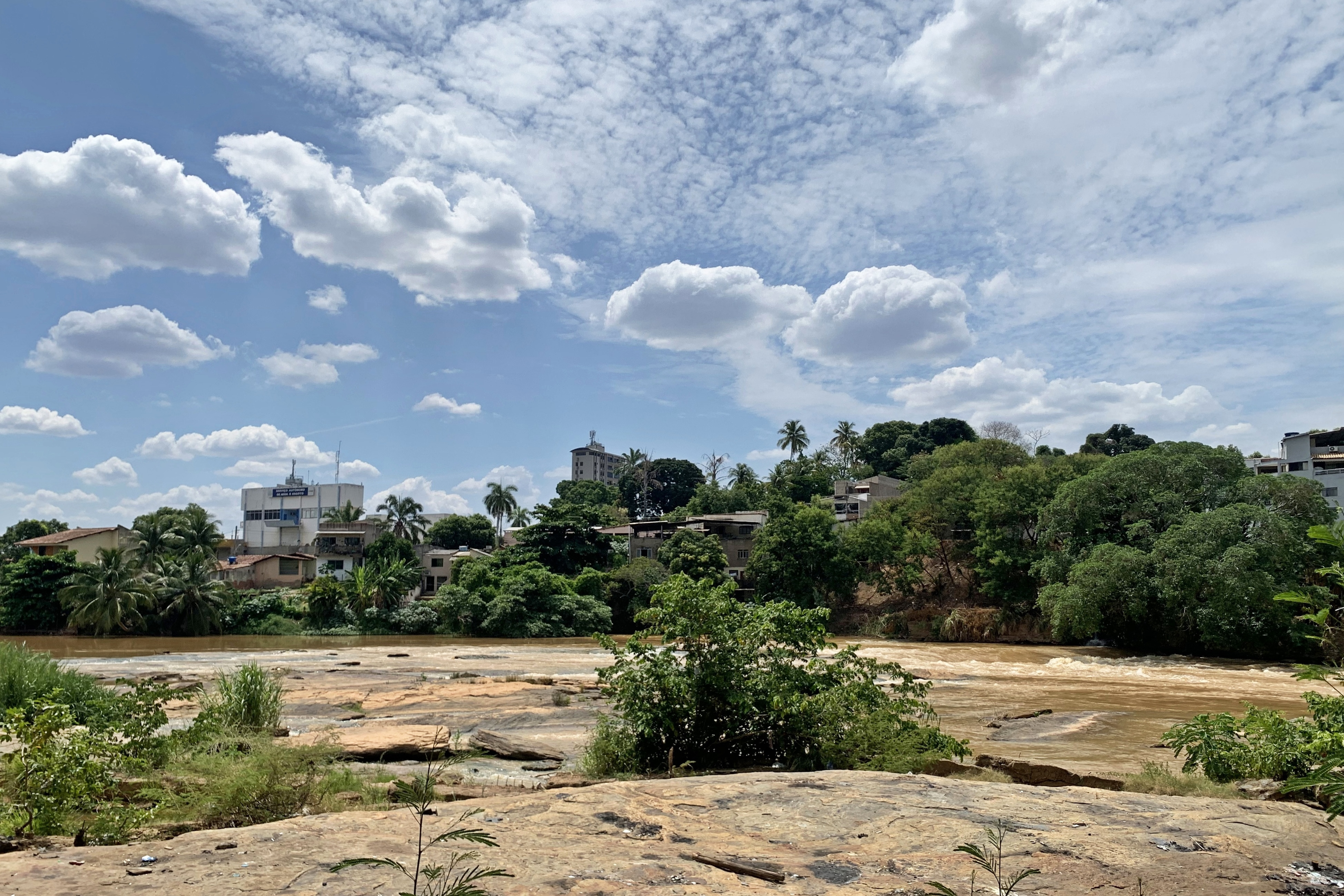
Habitações na margem do rio Doce, onde recebe consideráveis índices de poluição.

Durante a estação seca e em longos veranicos em pleno período chuvoso são comuns registros de queimadas em morros e matagais, principalmente na zona rural, colocando em risco a já escassa cobertura vegetal natural existente. Por outro lado, no período chuvoso as enchentes provocam grandes estragos nas áreas mais baixas e populosas das margens do rio Doce e em alguns anos chegam a afetar mais de 11 mil habitantes. A prefeitura e órgãos como a Companhia de Pesquisa de Recursos Minerais (CPRM) mantém estações pluviométricas e pontos de medição do nível do rio em Governador Valadares e em outros municípios da bacia hidrográfica e em caso de alerta os moradores das áreas ribeirinhas são recuados para abrigos.
Desde 2014, no entanto, a região vem sendo afetada por uma seca severa que diminuiu fortemente o nível do rio Doce, gerando regimes de racionamento de água, situação que foi agravada após o leito do rio ter sido atingido pela lama da barragem de rejeitos da Samarco que se rompeu no município de Mariana em 5 de novembro de 2015. Apesar do abastecimento de água à cidade ter sido comprometido por cinco dias, o rio Doce ainda apresenta contaminação acima do normal. Além disso, Governador Valadares não conta com estações de tratamento de águas residuais e o efluente urbano é despejado diretamente no rio Doce ou nos cursos hidrográficos que banham a cidade, o que contribui para a degradação dos leitos. A poluição visual, por sua vez, é intensa em diversos locais do perímetro urbano, sendo considerável a presença de cartazes com anúncios fixados sem controle em postes, muros e pilastras de viadutos.

## Demografia
Em 2022, a população foi estimada em 257 172 habitantes pelo censo daquele ano, realizado pelo Instituto Brasileiro de Geografia e Estatística (IBGE), o que representa uma queda de 0,21% em relação a 2010, quando foram contabilizados 263 689 moradores. Segundo o censo de 2022, 121 757 habitantes eram homens (47,34%) e 135 414 habitantes mulheres (52,66%). Ainda segundo o mesmo censo, 248 924 habitantes viviam na zona urbana (96,79%) e 8 247 na zona rural (3,21%).
Da população total em 2022, 45 729 habitantes (17,78%) tinham menos de 15 anos de idade, 37 535 (14,59%) tinham de 15 a 24 anos, 56 542 (21,98%) tinham de 25 a 39 anos, 84 751 (32,96%) tinham de 40 a 64 anos e 32 614 (12,68%) possuíam 65 anos ou mais. Em 2010, a esperança de vida ao nascer era de 75,1 anos e a taxa de fecundidade total por mulher era de 2,1.

### Indicadores e religião

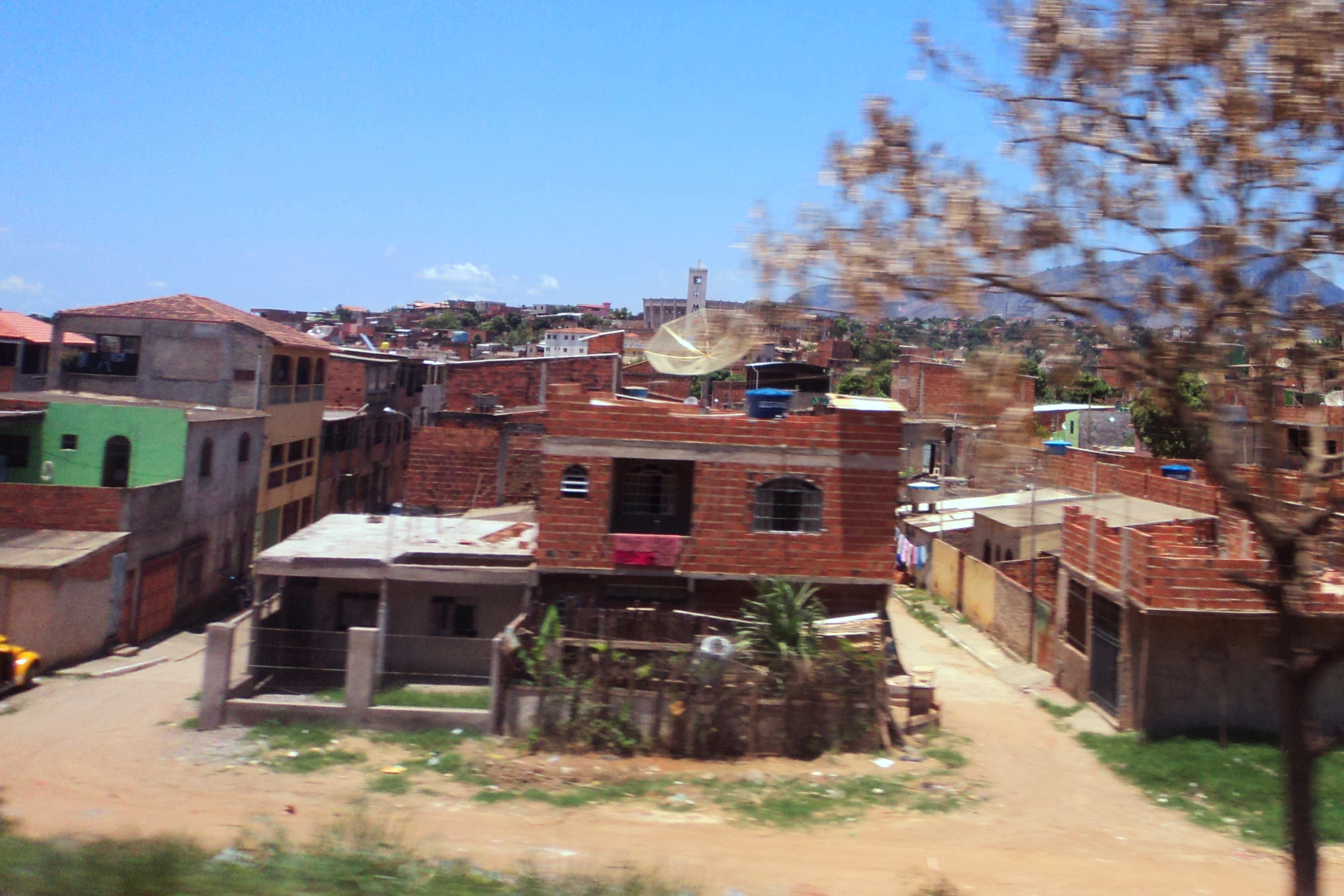
Residências de baixo padrão na região do bairro Nova União, às margens da BR-381.

O Índice de Desenvolvimento Humano Municipal (IDH-M) de Governador Valadares é considerado alto pelo Programa das Nações Unidas para o Desenvolvimento (PNUD), sendo que seu valor é de 0,727  (o 1107º maior do Brasil e o 97º maior de Minas Gerais). A cidade possui a maioria dos indicadores próximos à média nacional segundo o PNUD. Considerando-se apenas o índice de educação o valor é de 0,644, o valor do índice de longevidade é de	0,834 e o de renda é de 0,714. De 2000 a 2010, a proporção de pessoas com renda domiciliar per capita de até meio salário mínimo reduziu em 51,4% e em 2010, 89,1% da população vivia acima da linha de pobreza, 7,5% encontrava-se na linha da pobreza e 3,4% estava abaixo e o coeficiente de Gini, que mede a desigualdade social, era de 0,538, sendo que 1,00 é o pior número e 0,00 é o melhor. A participação dos 20% da população mais rica da cidade no rendimento total municipal era de 57,6%, ou seja, 14,6 vezes superior à dos 20% mais pobres, que era de 3,9%.
De acordo com dados do censo de 2022 realizado pelo IBGE, a população municipal com dez anos de idade ou mais está composta por 110 051 católicos (48,5% do total), 89 943 evangélicos (39,64%), 15 338 pessoas sem religião (6,76%), 1 625 espíritas (0,72%) e os 7,08% restantes estão divididos entre outras religiões. Segundo divisão feita pela Igreja Católica, o município abriga a sé episcopal da Diocese de Governador Valadares, que é a Catedral Santo Antônio. A circunscrição foi criada em 1º de fevereiro de 1956 e abrange 32 municípios, que por sua vez se dividem em mais de 50 paróquias, sendo 23 delas em Governador Valadares segundo informações de 2016.

### Etnias e emigração
Em 2022, a população era composta por 148 806 pardos (57,86%), 76 563 brancos (29,77%), 31 213 negros (12,14%), 344 amarelos (0,13%) e 241 indígenas (0,09%). Em 2010, considerando-se a região de nascimento,254 991 eram nascidos no Sudeste (96,7%), 5 060 no Nordeste (1,92%), 641 no Sul (0,24%), 535 no Centro-Oeste (0,2%) e 473 na Região Norte (0,18%). 245 654 habitantes eram naturais de Minas Gerais (93,16%) e, desse total, 175 328 eram nascidos em Governador Valadares (66,49%). Entre os 18 035 naturais de outras unidades da federação, Espírito Santo era o estado com maior presença, com 4 360 pessoas (1,65%), seguido pela Bahia, com 3 023 residentes (1,15%), e por São Paulo, com 2 656 habitantes residentes no município (1,01%).
Entre a década de 1990 e no começo do século XXI, Governador Valadares se tornou conhecida pela grande quantidade de pessoas que emigraram da cidade para o exterior em busca de melhores condições de vida. Há no município uma grande injeção de dinheiro por conta desses milhares de imigrantes, localizados em sua maioria nos Estados Unidos. Por outro lado, tornou-se um conhecido reduto brasileiro de mão de obra clandestina para os EUA. Boa parte dessa remessa foi devida aos chamados "cônsules", com a promessa de conseguir acesso ao território americano a quem deseja mediante pagamento de um determinado valor, no entanto esse processo ocorre de forma ilegal visando a burlar trâmites burocráticos. Há relatos de casos em que os emigrantes clandestinos foram abandonados pelos encarregados de ajudá-los a entrar ilegalmente nos Estados Unidos e tornaram-se vítimas de sequestro, estupro ou homicídio.

## Política e administração

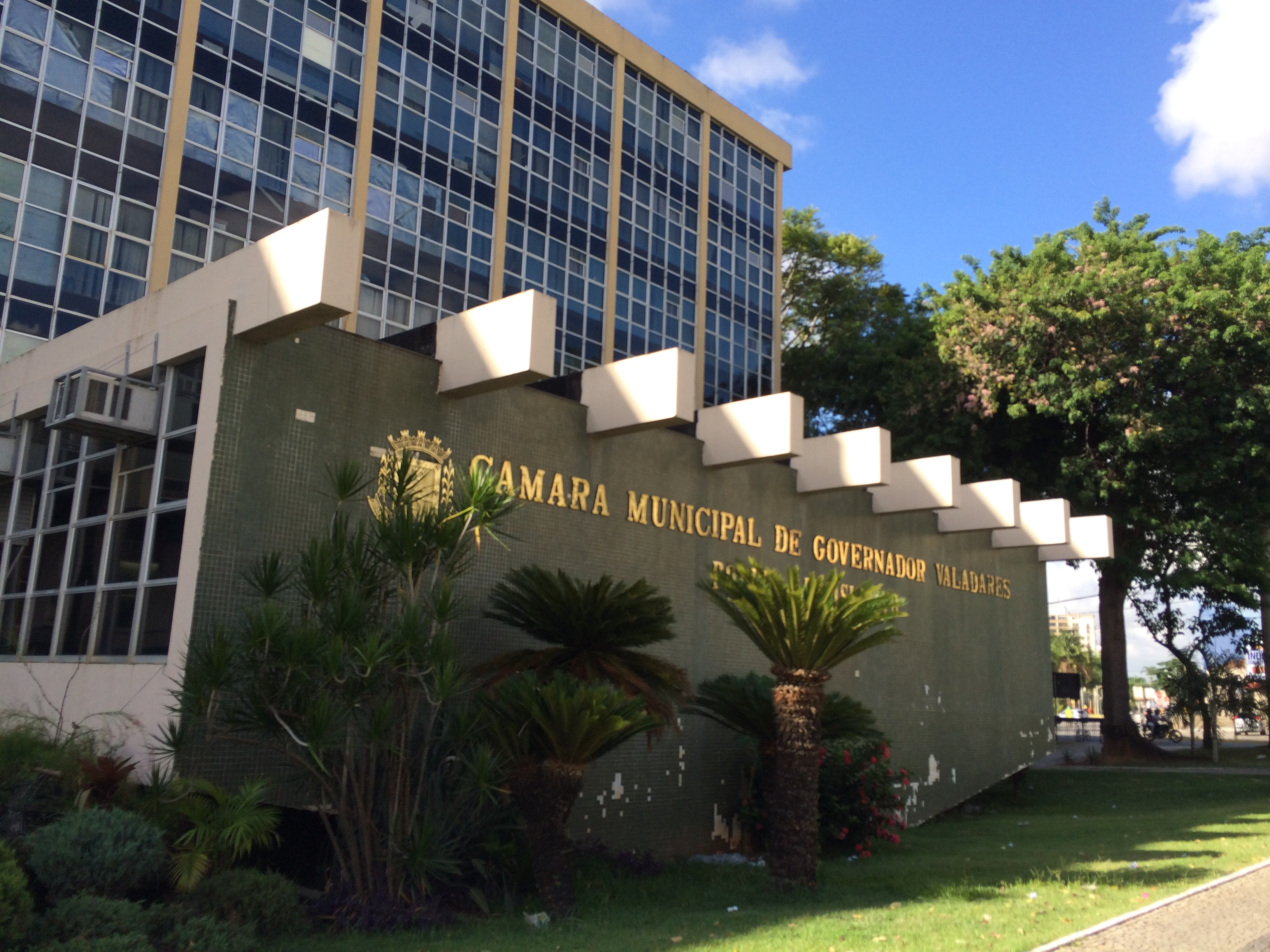
Câmara Municipal de Governador Valadares, sede do Legislativo.

A administração municipal se dá pelos Poderes Executivo e Legislativo. O Executivo é exercido pelo prefeito, auxiliado pelo seu gabinete de secretários. O primeiro representante do Poder Executivo do município foi Moacyr Palleta de Cerqueira Lage, empossado pelo governador Benedito Valadares após a emancipação do município. O prefeito que venceu as eleições municipais de 2024 foi Sandro Lúcio Fonseca (Coronel Sandro), eleito pelo Partido Liberal (PL) com 52,95% dos votos válidos no primeiro turno daquele pleito, ao lado de José Bonifácio Mourão (PL) como vice-prefeito. O Poder Legislativo, por sua vez, é constituído pela câmara municipal, composta por 21 vereadores. Cabe à casa elaborar e votar leis fundamentais à administração e ao Executivo, especialmente o orçamento participativo (lei de diretrizes orçamentárias).
Em complementação ao processo Legislativo e ao trabalho das secretarias, existem também conselhos municipais em atividade, entre os quais direitos humanos (criado em 2007), direitos da criança e do adolescente (1991), tutelar (1991), igualdade racial (2005), direitos do idoso (1996), direitos da pessoa com deficiência (2001) e políticas para mulheres (2001). Governador Valadares se rege por sua lei orgânica, promulgada em 13 de dezembro de 2002, e abriga uma comarca do Poder Judiciário estadual, de entrância especial, tendo como termos os municípios de Alpercata, Frei Inocêncio, Marilac, Mathias Lobato e Periquito. O município possuía, em setembro de 2024, 198 486 eleitores, de acordo com o Tribunal Superior Eleitoral (TSE).
Administrativamente o município está dividido em 16 distritos, além da sede: Alto de Santa Helena, Baguari, Brejaubinha, Chonin, Chonin de Baixo, Córrego dos Melquíades, Córregos do Bernardo, Derribadinha, Vila Nova Floresta, Goiabal, Penha do Cassiano, Porto das Cachoeiras, Santo Antônio do Pontal, São José do Itapinoã, São Vítor e Vila Nova Brasília. Desde a emancipação de Governador Valadares ocorreram a criação e desmembramento de diversos distritos do município, sendo que as últimas emancipações foram de Alpercata e Vila Matias (atual Mathias Lobato), desmembrados em 30 de dezembro de 1962. A zona urbana, por sua vez, encontra-se dividida em 83 bairros oficiais segundo o IBGE, sendo o Santa Rita o mais populoso, com 16 375 habitantes em 2022, no entanto 141 bairros se encontram cadastrados pela divisão oficial da prefeitura.

## Economia

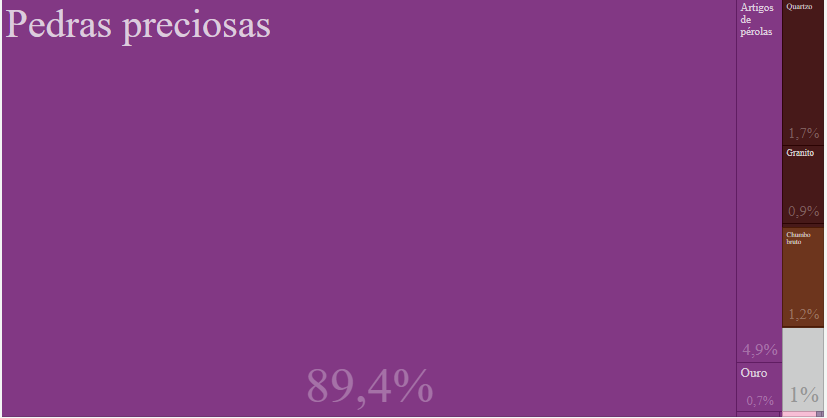
Principais exportações de Governador Valadares

Governador Valadares constitui a maior cidade da região leste de Minas Gerais e mais de 600 000 consumidores buscam constantemente na cidade serviços de educação, saúde e o comércio em geral. Por encontrar-se em uma localização estratégica, contar com uma boa infraestrutura urbana e disponibilizar ao visitante vários locais agradáveis para se conhecer, tudo isso faz da cidade de Governador Valadares um local interessante que tem atraído muitos investimentos nos mais diferentes setores.
No Produto Interno Bruto (PIB) de Governador Valadares, destaca-se a área de prestação de serviços. De acordo com dados do IBGE, relativos a 2021, o PIB do município era de R$ 7 382 837,16 mil. 854 895,44 mil eram de impostos sobre produtos líquidos de subsídios a preços correntes e o PIB per capita era de R$ 26 165,06. Em 2010, 65,34% da população maior de 18 anos era economicamente ativa, enquanto que a taxa de desocupação era de 9,53%. Segundo dados de 2018, havia cerca de 11 mil micro e pequenas empresas instaladas, das quais 43% do ramo do comércio, 38% de serviços, 16% da indústria e 3% da agropecuária. O produto mais exportado pelo município são as pedras preciosas, injetando mais de 12 milhões de dólares no município e sendo responsável por mais de 80% das exportações municipais.
Em 2022, salários juntamente com outras remunerações somavam 1 758 489 mil reais e o salário médio mensal de todo município era de 1,9 salário mínimo. Havia 13 095 unidades locais e 12 380 empresas atuantes. Segundo o IBGE, em 2010, 58,82% das residências sobreviviam com menos de salário mínimo mensal por morador (48 059 domicílios), 28,75% sobreviviam com entre um e três salários mínimos para cada pessoa (23 490 domicílios), 5,04% recebiam entre três e cinco salários (4 121 domicílios), 3,52% tinham rendimento mensal acima de cinco salários mínimos (2 876 domicílios) e 3,86% não tinham rendimento (3 156 domicílios).

### Agropecuária
| Produção de milho, cana-de-açúcar e feijão (2023) | Produção de milho, cana-de-açúcar e feijão (2023) | Produção de milho, cana-de-açúcar e feijão (2023) |
| ------------------------------------------------- | ------------------------------------------------- | ------------------------------------------------- |
| Produto                                           | Área colhida (hectares)                           | Produção (tonelada)                               |
| Milho                                             | 140                                               | 462                                               |
| Cana-de-açúcar                                    | 120                                               | 4 200                                             |
| Feijão                                            | 115                                               | 173                                               |

Em 2021, a pecuária e a agricultura acrescentavam 65 862,53 mil reais na economia de Governador Valadares, enquanto que em 2010, 4,69% da população economicamente ativa do município estava ocupada no setor. Na lavoura temporária, em 2023, as produções com as maiores áreas plantadas eram o milho (140 hectares cultivados), a cana-de-açúcar (120 hectares) e o feijão (115 hectares), além da mandioca, amendoim, batata-doce e cebola. Já na lavoura permanente, destacaram-se a banana (150 hectares), o coco (32 hectares) e o palmito (28 hectares), além da pimenta-do-reino, laranja, goiaba, tangerina e manga e uva.
Apesar do declínio da atividade econômica entre as décadas de 1960 e 80, sua região é uma dos mais representativas no campo da pecuária em Minas Gerais, segundo órgãos subordinados ao governo estadual. Segundo o IBGE, em 2023 o município possuía um rebanho de 140 323 bovinos, 40 450 galináceos, 6 641 equinos, 2 672 suínos, 1 136 ovinos, 300 caprinos e 131 bubalinos. Neste mesmo ano, a cidade produziu 26 319 mil litros de leite de 13 955 vacas e 153 mil dúzias de ovos de galinha de 15 750 galinhas. Na aquicultura foram produzidos 120 000 kg de tilápia.

### Indústria
A indústria, em 2021, era o segundo setor mais relevante para a economia do município. 848 739,23 mil reais do PIB municipal eram do valor adicionado bruto do setor secundário. Boa parte da produção industrial da cidade está atrelada ao beneficiamento de produtos regionais e à extração de madeira e pedras semipreciosas, cujos setores também foram alguns dos principais responsáveis pelo desenvolvimento da cidade, sobretudo no que se refere à transformação de mica. No entanto, também cabe ressaltar a participação da agroindústria, em função da significativa produção leiteira do município e da região. Governador Valadares possui um distrito industrial que é administrado pela Companhia de Desenvolvimento Econômico de Minas Gerais (Codemig), foi estruturado em 1977 e conta com área de cerca de 1 695 596 m².
Dentre outros ramos industriais, fazem-se presentes a confecção de artigos e acessórios de vestuário, manipulação de borracha, fabricação de móveis e artefatos mobilísticos e produção de alimentos e bebidas diversas, além da extração de eucalipto destinado a abastecer a usina de celulose da Cenibra, situada no município de Belo Oriente. Em 2023, de acordo com o IBGE, foram extraídos 9 860 metros cúbicos de eucalipto em tora, sendo 66,02% desse total destinado à produção de papel e celulose. Segundo estatísticas do ano de 2010, 0,63% dos trabalhadores do município estavam ocupados no setor industrial extrativo e 8,90% na indústria de transformação.

### Comércio e prestação de serviços

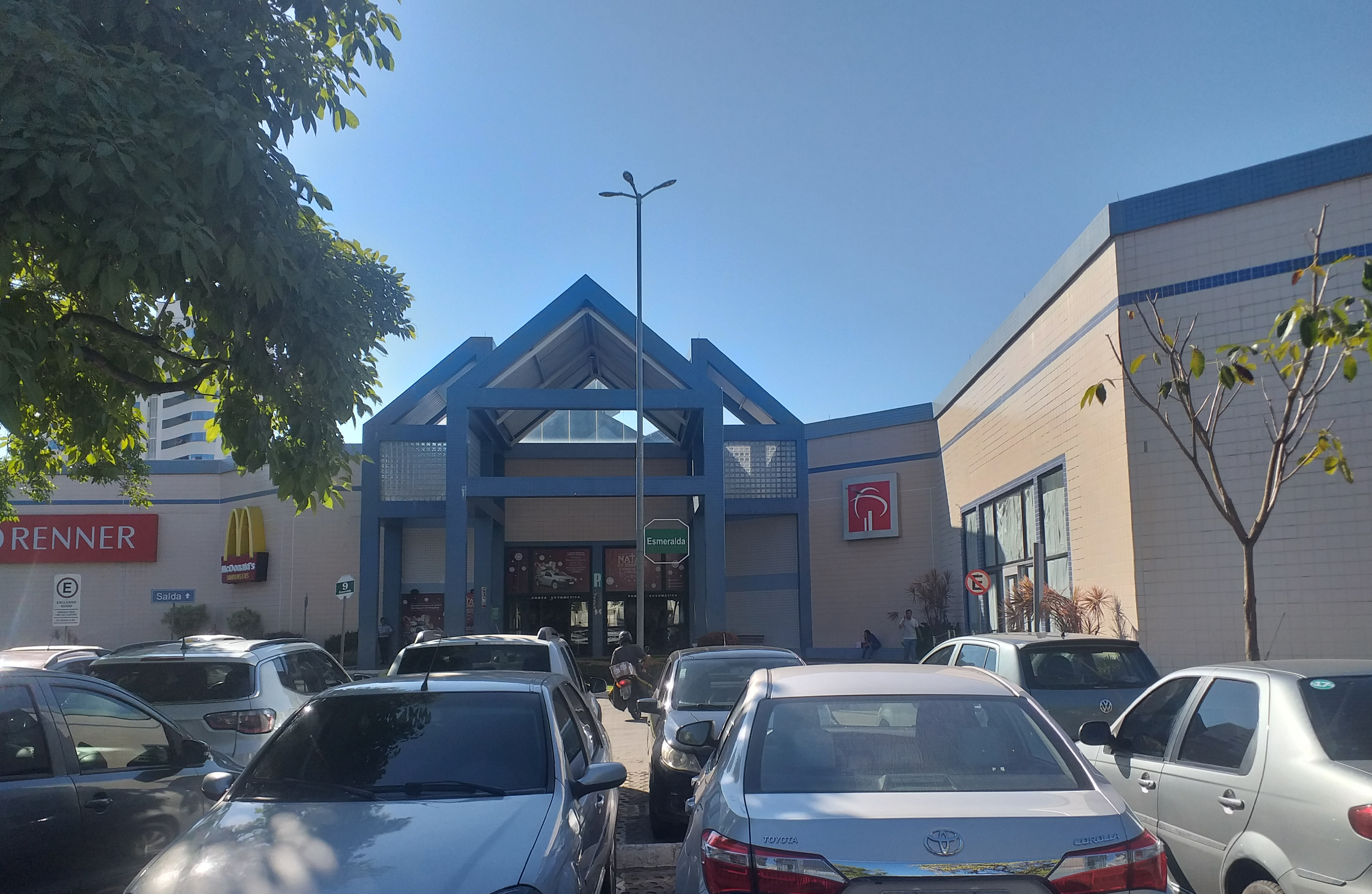
Entrada do GV Shopping

Em 2010, 9,15% da população ocupada estava empregada no setor de construção, 1,08% nos setores de utilidade pública, 21,33% no comércio e 48,74% no setor de serviços e em 2021, 4 131 474,68 mil reais do PIB municipal eram do valor adicionado bruto do setor de serviços e 1 481 865,27 mil reais do valor adicionado da administração pública. Governador Valadares é considerada um polo regional no que diz respeito à diversificação da atividade comercial e de unidades de prestação de serviços, destacando-se em sua infraestrutura, dentre diversos ramos de estabelecimentos atacadistas e varejistas, a distribuição e revenda de veículos automotores, retíficas, assistência técnica de bens de consumo duráveis, supermercados, hotéis, restaurantes, escritórios e consultórios. Também cabe ser ressaltado o comércio de pedras preciosas extraídas no município e na região, cuja clientela é representada em sua maioria por japoneses, norte-americanos e brasileiros de São Paulo e do Rio de Janeiro.
O Centro de Governador Valadares apresenta um significativo movimento comercial, no entanto bairros como Jardim Pérola, Santa Rita e Vila Isa também concentram um fluxo relevante de consumidores. O Mercado Municipal de Governador Valadares surgiu na década de 1940 com um aglomerado de comerciantes informais e ao longo do tempo recebeu infraestrutura, configurando-se como um dos principais centros comerciais do município. De origem mais recente, o GV Shopping foi inaugurado em 2 de dezembro de 1999 e gerava 1 200 empregos diretos e 2 300 indiretos em 2014 em sua área total de 70 mil m², sendo não apenas uma das principais opções para a realização de compras como também de lazer e entretenimento.

## Infraestrutura

### Saúde

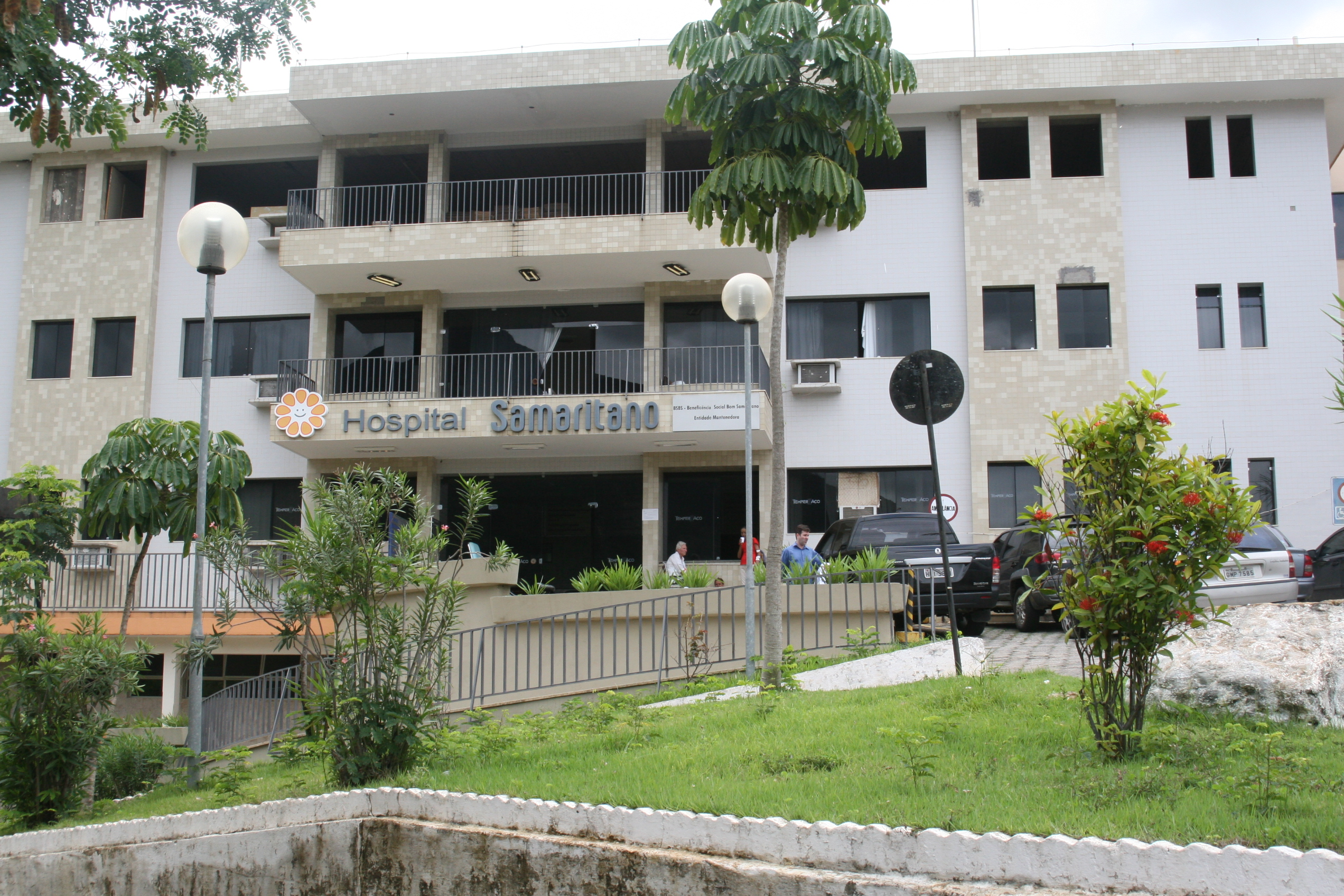
Hospital Bom Samaritano, unidade de saúde filantrópica.

Em 2018, Governador Valadares possuía 693 estabelecimentos de saúde, disponibilizando 874 leitos, 5 510 profissionais e 5 570 equipamentos, segundo informações da prefeitura. A rede de saúde inclui 50 unidades básicas de saúde, seis postos de saúde, seis hospitais gerais, dois hospitais especializados e três centros de atenção psicossocial (CAPS). O Hospital Municipal (HM) de Governador Valadares é o principal hospital da cidade e é considerado como referência no atendimento a pacientes de cerca de 80 cidades do Vale do Rio Doce, disponibilizando 275 leitos e propiciando atendimento a 900 pessoas por dia, além da única UTI neo-natal da região, segundo informações da prefeitura em 2015.
Governador Valadares conta com três cemitérios municipais. Em 2022, foram registrados 2 362 óbitos por morbidades, dentre os quais as doenças do sistema circulatório representaram a maior causa de mortes (27,35%), seguida pelos tumores (16,93%). Ao mesmo tempo, foram registrados 3 423 nascidos vivos, sendo que o índice de mortalidade infantil no mesmo ano foi de 17,53 óbitos de crianças menores de um ano de idade a cada mil nascidos vivos. Cabe ressaltar que, em 2010, 2,15% das meninas de 10 a 17 anos tiveram filhos. Segundo a classificação Connected Smart Cities 2018, a cidade posiciona-se na 38ª posição entre os 50 municípios brasileiros mais desenvolvidos em relação à saúde.

### Educação

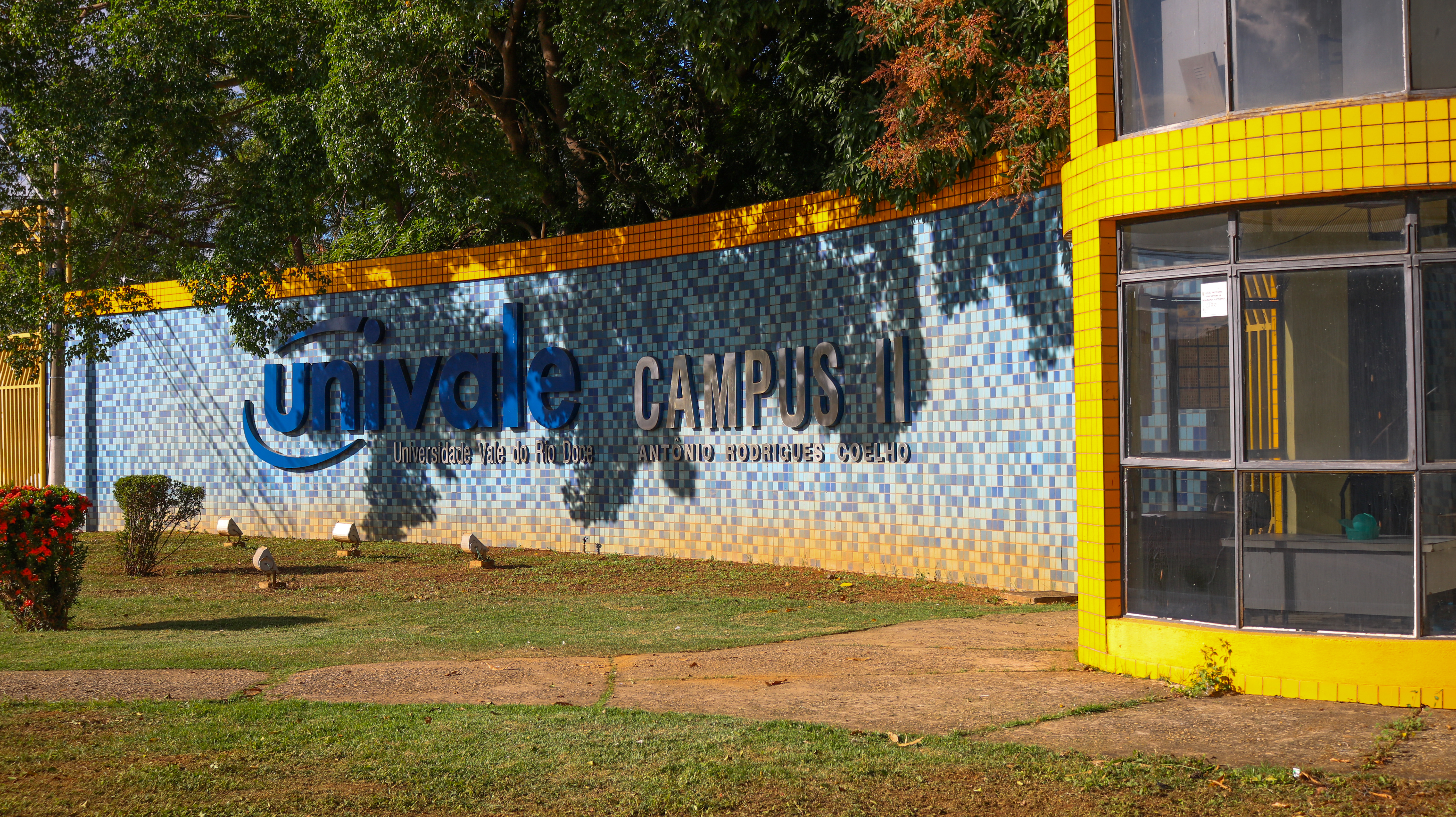
Campus II da Universidade Vale do Rio Doce (Univale)

Na área da educação, o Índice de Desenvolvimento da Educação Básica (IDEB) médio entre os alunos dos anos iniciais do ensino fundamental das escolas públicas de Governador Valadares era de 6,2 em 2023, numa escala de avaliação que vai de nota 1 a 10, enquanto que a nota dos alunos dos anos finais do fundamental era 4,8. Em 2022, estavam matriculadas em escolas 37,83% das crianças com zero a três anos, 89,36% daquelas com quatro a cinco anos e 98,43% das que tinham entre seis e 14 anos, assim como 86,98% dos adolescentes entre 15 e 17 anos. Além disso, também frequentavam instituições de ensino 28,47% dos habitantes de 18 a 24 anos e 4,7% daqueles com 25 anos ou mais.
Dentre os habitantes de 18 anos ou mais em 2022, 30,9% não completaram o ensino fundamental, 15,13% tinham somente o fundamental completo, 36,11% tinham o ensino médio completo e 17,86% o ensino superior completo, sendo que a população com onze anos ou mais de idade tinha em média 9,8 anos de estudo. O percentual de alfabetização dos moradores de 15 anos ou mais, por sua vez, era de 94,95%, resultando em 5,05% de pessoas não alfabetizadas nesse grupo de idade. Já em 2023, havia 51 219 matrículas nas instituições de educação infantil e ensinos fundamental e médio da cidade.
Governador Valadares é considerado um relevante polo educacional em Minas Gerais, disponibilizando campi de diversas instituições de ensino superior, a exemplo dos campi da Faculdade Pitágoras, da Universidade Federal de Juiz de Fora (UFJF) e do Instituto Federal de Minas Gerais (IFMG), além do complexo da Universidade Vale do Rio Doce (Univale), que é um dos maiores do Vale do Rio Doce.
| Educação infantil  | 11 778 | 1 235 | 89  |
| Ensino fundamental | 29 985 | 2 009 | 110 |
| Ensino médio       | 9 456  | 940   | 45  |

### Habitação e serviços

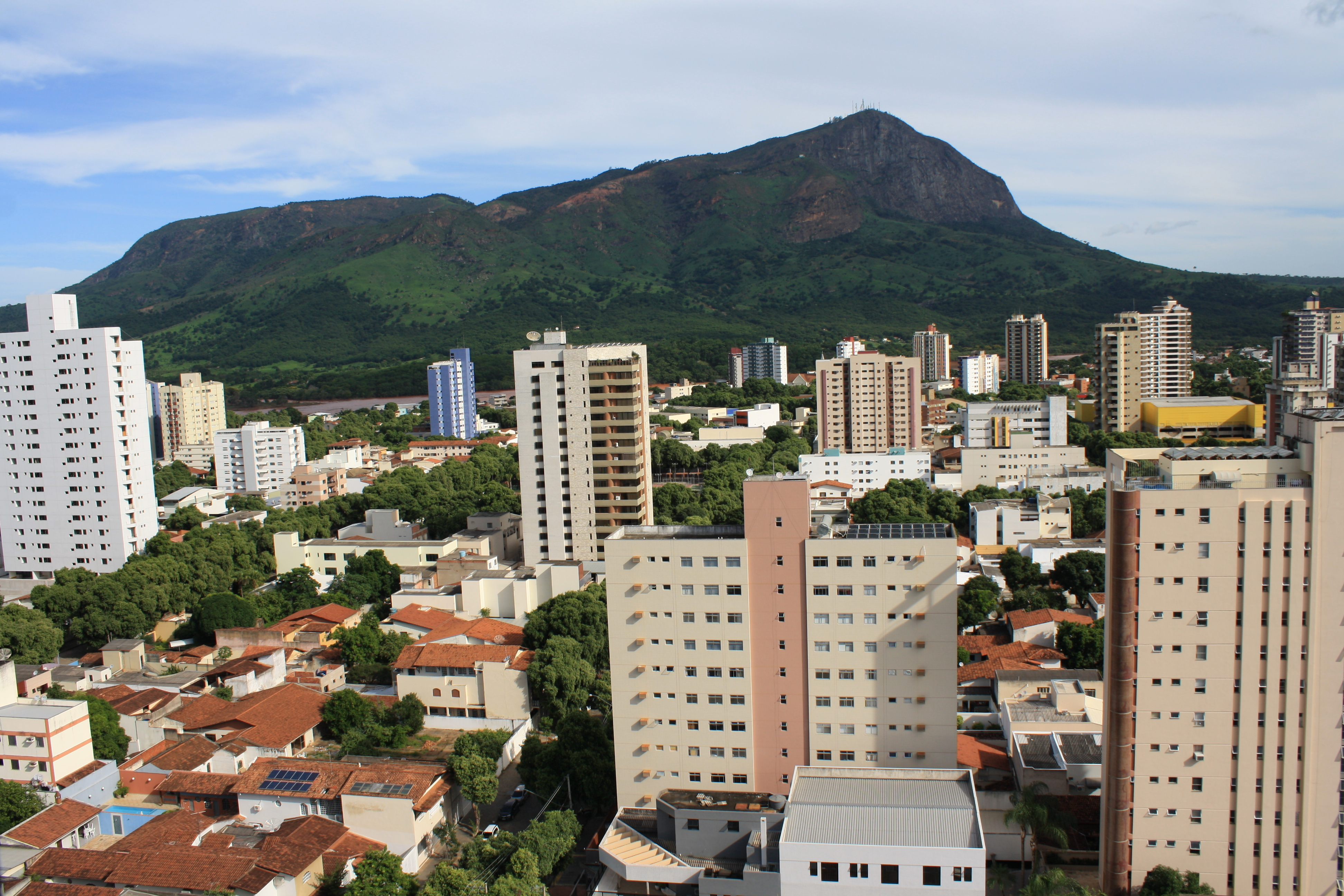
Vista de região da cidade com presença considerável de prédios

No ano de 2022, Governador Valadares possuía 97 764 domicílios particulares permanentes ocupados. Desse total, 77 969 eram casas (79,75%), 19 033 eram apartamentos (19,47%), 610 eram casas de vila ou em condomínio (0,62%), 130 eram cortiços (0,13%) e 22 eram estruturas degradadas ou inacabadas (0,02%). Do total de domicílios ocupados, 64 989 eram próprios (66,46%), sendo que 53 794 eram próprios já quitados e 11 195 próprios em aquisição; 26 337 eram alugados (26,97%); 5 823 imóveis eram cedidos ou emprestados (5,95%); e 596 foram ocupados de outras formas (0,61%).
Os serviços de abastecimento de água e coleta de esgoto são feitos pela concessionária Águas de Valadares, e fiscalizados pelo Serviço Autônomo de Água e Esgoto (SAAE). Em 2022, segundo o IBGE, 94,91% dos domicílios possuíam a rede geral de água como principal forma de abastecimento e 99,83% possuíam banheiro de uso exclusivo da moradia. Com relação ao esgotamento sanitário, 94,54% das habitações eram atendidas pela rede geral ou pluvial. A água utilizada para o suprimento do município era originada do rio Doce e do córrego Figueirinha, sendo tratada em três estações de tratamento de água (ETAs). Em 2023, o rio Corrente Grande também passou a ser utilizado. Já o esgoto coletado é despejado diretamente nos cursos hidrográficos que cortam o território municipal ou mesmo no rio Doce, porém duas estações de tratamento de águas residuais estão sendo construídas.
O serviço de abastecimento de energia elétrica é feito pela Companhia Energética de Minas Gerais (Cemig), que atende ainda a boa parte do estado de Minas Gerais. Em 2010, 99,7% dos domicílios possuía acesso à rede elétrica, de acordo com o IBGE. No curso do rio Doce está localizada a Usina Hidrelétrica de Baguari, que contribui para o Sistema Interligado Nacional (SIN) por meio de suas quatro unidades geradoras, cada uma com potência de 35 MW. Quanto ao destino do lixo, segundo o censo de 2022, 97,49% das moradias eram atendidas por serviço de coleta. Os resíduos da cidade eram descartados em um lixão a céu aberto até 2011, quando passou a ser utilizada a Central de Resíduos do Vale do Aço (CRVA), localizada em Santana do Paraíso, na Região Metropolitana do Vale do Aço.

### Segurança e criminalidade
| Quantidade de homicídios em Governador Valadares | Quantidade de homicídios em Governador Valadares | Quantidade de homicídios em Governador Valadares | Quantidade de homicídios em Governador Valadares | Quantidade de homicídios em Governador Valadares | Quantidade de homicídios em Governador Valadares |
| ------------------------------------------------ | ------------------------------------------------ | ------------------------------------------------ | ------------------------------------------------ | ------------------------------------------------ | ------------------------------------------------ |
| Ano                                              | Total                                            | Ano                                              | Total                                            | Ano                                              | Total                                            |
| 2002                                             | 94                                               | 2009                                             | 95                                               | 2016                                             | 110                                              |
| 2003                                             | 126                                              | 2010                                             | 100                                              | 2017                                             | 110                                              |
| 2004                                             | 109                                              | 2011                                             | 131                                              | 2018                                             | 98                                               |
| 2005                                             | 163                                              | 2012                                             | 141                                              | 2019                                             | 97                                               |
| 2006                                             | 195                                              | 2013                                             | 116                                              | 2020                                             | 101                                              |
| 2007                                             | 122                                              | 2014                                             | 118                                              | 2021                                             | 75                                               |
| 2008                                             | 115                                              | 2015                                             | 113                                              | 2022                                             | 89                                               |

A provisão de segurança pública de Governador Valadares é dada por diversos organismos. A Polícia Militar, uma força estadual, é a responsável pelo policiamento ostensivo das cidades, o patrulhamento bancário, ambiental, prisional, escolar e de eventos especiais, além de realizar ações de integração social. O município é a sede da 8ª Região da Polícia Militar (8ª RPM), à qual se subordinam os Batalhões 6º e 43º, que por sua vez comandam as Companhias da Polícia na cidade e em outros municípios do Vale do Rio Doce. Já a Polícia Civil tem o objetivo de combater e apurar as ocorrências de crimes e infrações e tem representação em Governador Valadares por meio do 8º Departamento de Polícia Civil, cuja área de atuação abrange 64 municípios. A cidade sedia o 6º Batalhão do Corpo de Bombeiros e também há a atuação da defesa civil, subordinada à prefeitura.
Em 2022, foram registrados 89 homicídios em Governador Valadares, um aumento em relação aos 75 de 2021. Isso conferia uma taxa de 34,6 homicídios a cada 100 mil habitantes, que era a maior entre os municípios de Minas Gerais. A maior parte dos homicídios está relacionada ao tráfico de drogas, que também contribui com a prática de outros delitos, visto que os usuários normalmente furtam e roubam para sustentar seus vícios. Boa parte da população carcerária é abrigada no Presídio de Governador Valadares, que, no entanto, já foi denunciado como um local de maus tratos a apenados, superlotação e mortes, além de ter sido palco de rebeliões e depredações promovidas por delinquentes.
Alguns dados foram apresentados em 2019 sobre a Violência contra a mulher entre 1º de janeiro a 25 de março de 2019. Os números mostram que houve uma redução de 12% nos registros de homicídios tentados no período, se comparados com mesmo período de 2018; redução de 34,8% no registro de homicídio consumado; redução total de 48, em 2018, para 37 registros de homicídios, chegando a 46,8% de redução em 2019.

### Comunicações

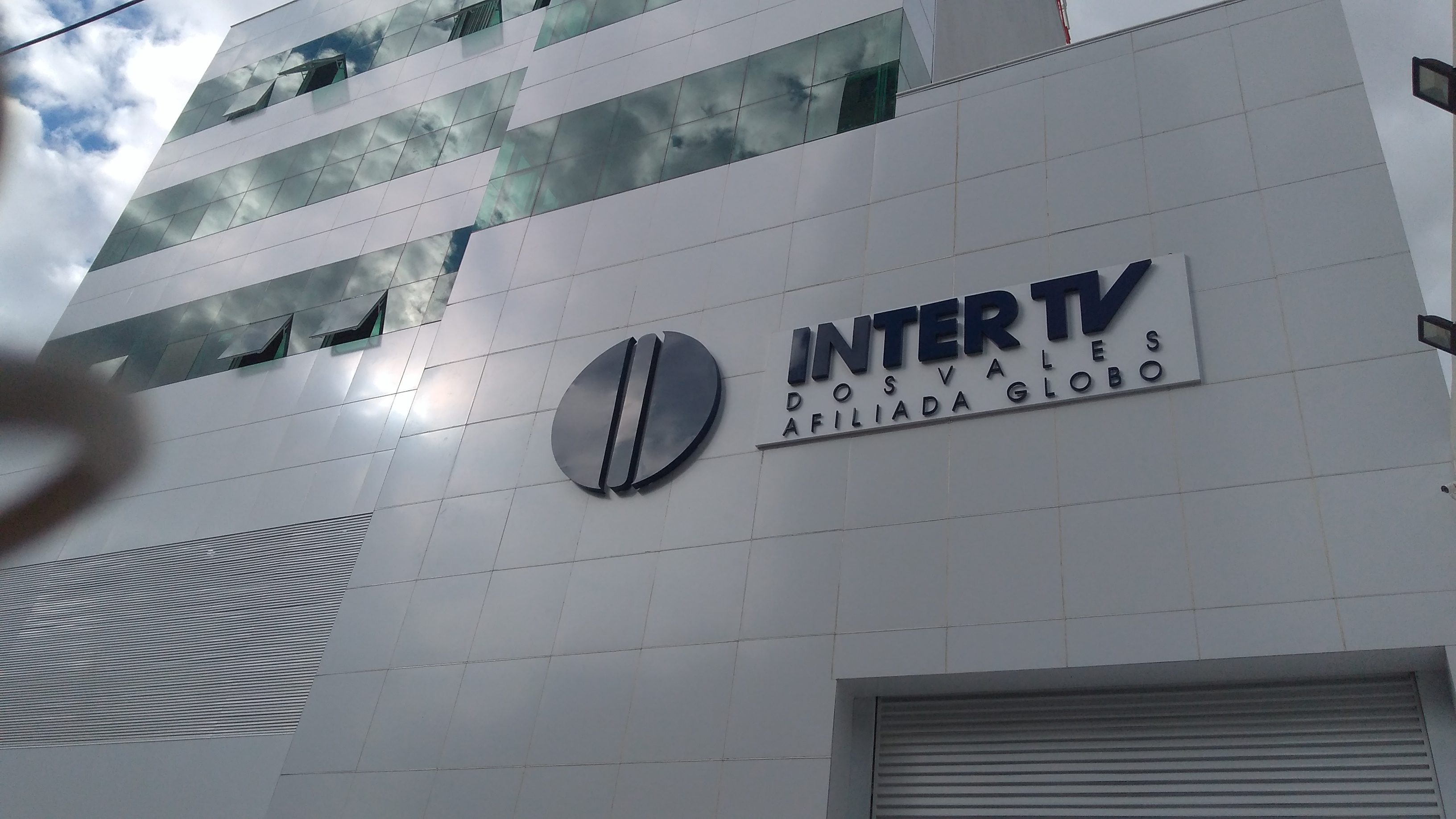
Sede da InterTV dos Vales, na Rua Arthur Bernardes, no centro, em 2017.

Em dados da Agência Nacional de Telecomunicações (Anatel), Governador Valadares possuía 594 orelhões em 2016. O código de área (DDD) de Governador Valadares é 033 e o Código de Endereçamento Postal (CEP) da cidade vai de 35000-001 a 35109-999. Em 10 de novembro de 2008, o município passou a ser servido pela portabilidade, assim como as outras cidades que possuíam o mesmo DDD. O serviço postal é atendido por agências da Empresa Brasileira de Correios e Telégrafos distribuídas pelos bairros da cidade e por alguns dos distritos.
Em relação à mídia, Governador Valadares se destaca por ser a sede da TV Leste, retransmissora da RecordTV que abrange boa parte dos vales do Rio Doce, Aço, Mucuri e Jequitinhonha e Zona da Mata Norte. A TV Rio Doce, filiada à Rede Minas e à TV Cultura, também tem sede em Governador Valadares e está no ar desde 10 de julho de 1991, destinando boa parte de sua grade às programações da cidade. A TV Kefas, criada em 28 de setembro de 2014, é uma filiada à Rede Século 21 e transmite conteúdo local produzido pelas comunidades católicas. O município também é sede da InterTV dos Vales, afiliada da TV Globo, que cobre as regiões Leste, Nordeste e Zona da Mata Norte. Dentre os veículos de notícia locais, destacam-se o Conselho Central, Nosso Jornal, Diário do Rio Doce e Diário do Leste. A cidade também conta com diversas emissoras de rádio, destacando-se a  Rádio Ibituruna, Mundo Melhor FM, 97 FM, Imparsom FM, Cultura GV FM, 104 FM e Transamérica GV FM.

### Transportes
Ferroviário

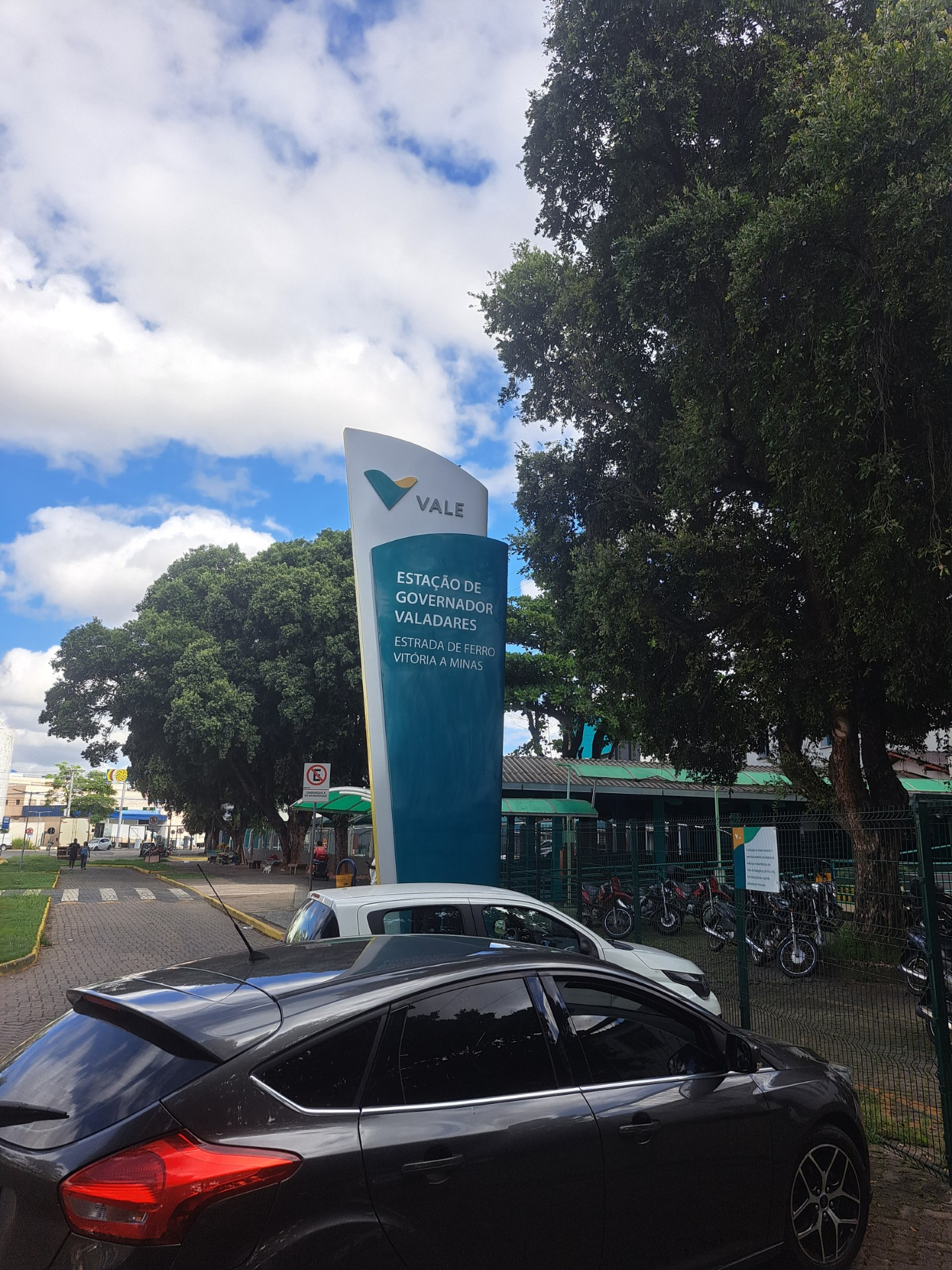
Vista parcial da fachada da Estação Governador Valadares

Governador Valadares é atendida pela Estrada de Ferro Vitória a Minas (EFVM), administrada pela Vale. A Estação Governador Valadares, que está situada próxima ao Centro da cidade, possibilita o transporte de passageiros por meio das paradas diárias das composições que circulam entre as regiões metropolitanas de Vitória e Belo Horizonte. Dentre as alternativas de transporte coletivo regulares, a EFVM é a via de viagem mais barata e segura possível para várias cidades que contam com estações. Vizinho à estação ferroviária está localizado um pátio ferroviário, onde são armazenados vagões, linhas e equipamentos de auxílio para a ferrovia.
O transporte ferroviário em Governador Valadares se faz presente desde seus primórdios, com a inauguração da primeira estação da localidade em 15 de agosto de 1910, antiga Estação Figueira do Rio Doce, onde está localizado o atual terminal. Por volta da mesma ocasião outra estação ferroviária foi construída na cidade, mas uma alteração do traçado da EFVM levou à sua desativação na década de 1940. A atual estação foi construída no lugar da antiga e teve sua inauguração em 1951, porém veio a receber outras reformas e ampliações ao longo de sua existência e ao seu redor foi estruturada a Praça João Paulo Pinheiro, popularmente conhecida como Praça da Estação.
Aeroviário e rodoviário

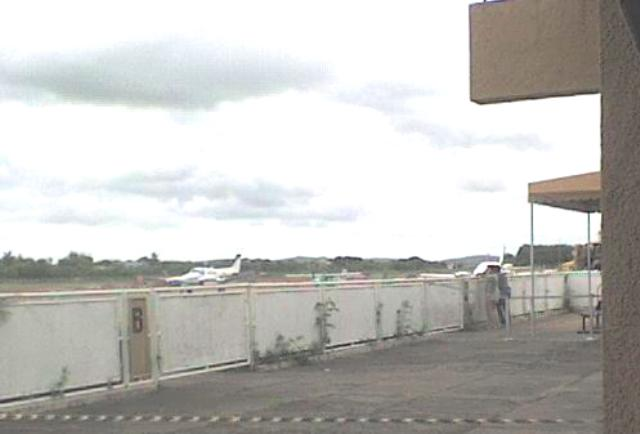
Aeroporto de Governador Valadares - Coronel Altino Machado de Oliveira

O transporte aeroviário do município é possível por meio do Aeroporto de Governador Valadares (IATA: GVR, ICAO: SBGV), denominado Aeroporto Coronel Altino Machado de Oliveira, que foi inaugurado em 1966 para substituir o antigo, que por sua vez havia sido construído por volta de 1950 e precisou ser relocado por estar situado em meio à região central, no bairro Lourdes. A antiga pista, apesar de relativamente pequena, era a única opção de transporte aéreo no leste mineiro com destino a Belo Horizonte e assim continuou a ser após a abertura do atual aeródromo, até a construção do Aeroporto de Ipatinga, situado a cerca de 100 km. Ainda assim, foram ofertadas rotas para Rio de Janeiro-Galeão, São Paulo-Guarulhos, Brasília, Vitória e Salvador, dentre outros destinos. Em junho de 2016, no entanto, a única empresa que operava no terminal era a Azul Linhas Aéreas Brasileiras, que disponibilizava três voos diários para Belo Horizonte-Confins.
Governador Valadares conta com um dos principais terminais rodoviários da região, que é atendido com saídas diárias regulares para as principais cidades de Minas Gerais e mesmo para fora do estado e conta com movimento médio mensal de cerca de 100 mil pessoas. Uma média de 130 ônibus passam pelo terminal diariamente, no entanto o movimento cresce cerca de 50% nos feriados. O município é cortado pela BR-381, principal acesso da cidade à capital mineira, ao Vale do Aço e ao Espírito Santo; pela BR-116, ligação entre o estado do Rio de Janeiro à Bahia; pela BR-451, que começa em Governador Valadares e termina em Bocaiuva; e pela BR-259, ligação entre o Espírito Santo à região central mineira. Estradas vicinais ligam a sede municipal aos distritos e comunidades rurais. A malha rodoviária no interior do território municipal, incluindo o perímetro urbano, estende-se por cerca de 650 km, sendo a maior parte pavimentada.
Urbano
A frota municipal no ano de 2023 era de 156 772 veículos, sendo 68 590 automóveis, 48 776 motocicletas, 11 455 caminhonetes, 10 544 motonetas, 4 042 caminhonetas, 3 616 caminhões, 3 443 reboques, 1 624 ciclomotores, 1 574 utilitários, 1 146 semirreboques, 938 caminhões-trator, 410 micro-ônibus, 352 ônibus, 131 triciclos, 96 sidecars, quatro tratores de rodas, um quadriciclo, um trator de esteira e 29 classificados como outros tipos de veículos. O crescimento no número de veículos de Governador Valadares causa um tráfego cada vez mais lento de carros, principalmente na região central do município. Próximo aos núcleos comerciais, a disponibilidade de vagas para estacionar por vezes é escassa, o que gera prejuízos no comércio. Sendo assim, medidas como a adoção do sistema de estacionamento rotativo vêm sendo adotadas.
O transporte coletivo urbano do município é de responsabilidade da Mobi, que mantém 22 linhas urbanas e três estações rodoviárias, segundo informações de 2012. Os distritos do município são atendidos por linhas da Mobi e de outras empresas concessionárias. Uma possível forma de transporte alternativo é por meio da malha cicloviária, que é calculada em cerca de 15 quilômetros, segundo dados da prefeitura em 2014. O município possui cerca de duas bicicletas por morador, uma das taxas mais altas de Minas Gerais, porém parte das ciclovias e ciclofaixas possui problemas como falta de continuidade e irregularidades. A infraestrutura das calçadas também é deficiente em muitos bairros, sendo notados problemas com falta de padronização.

## Cultura

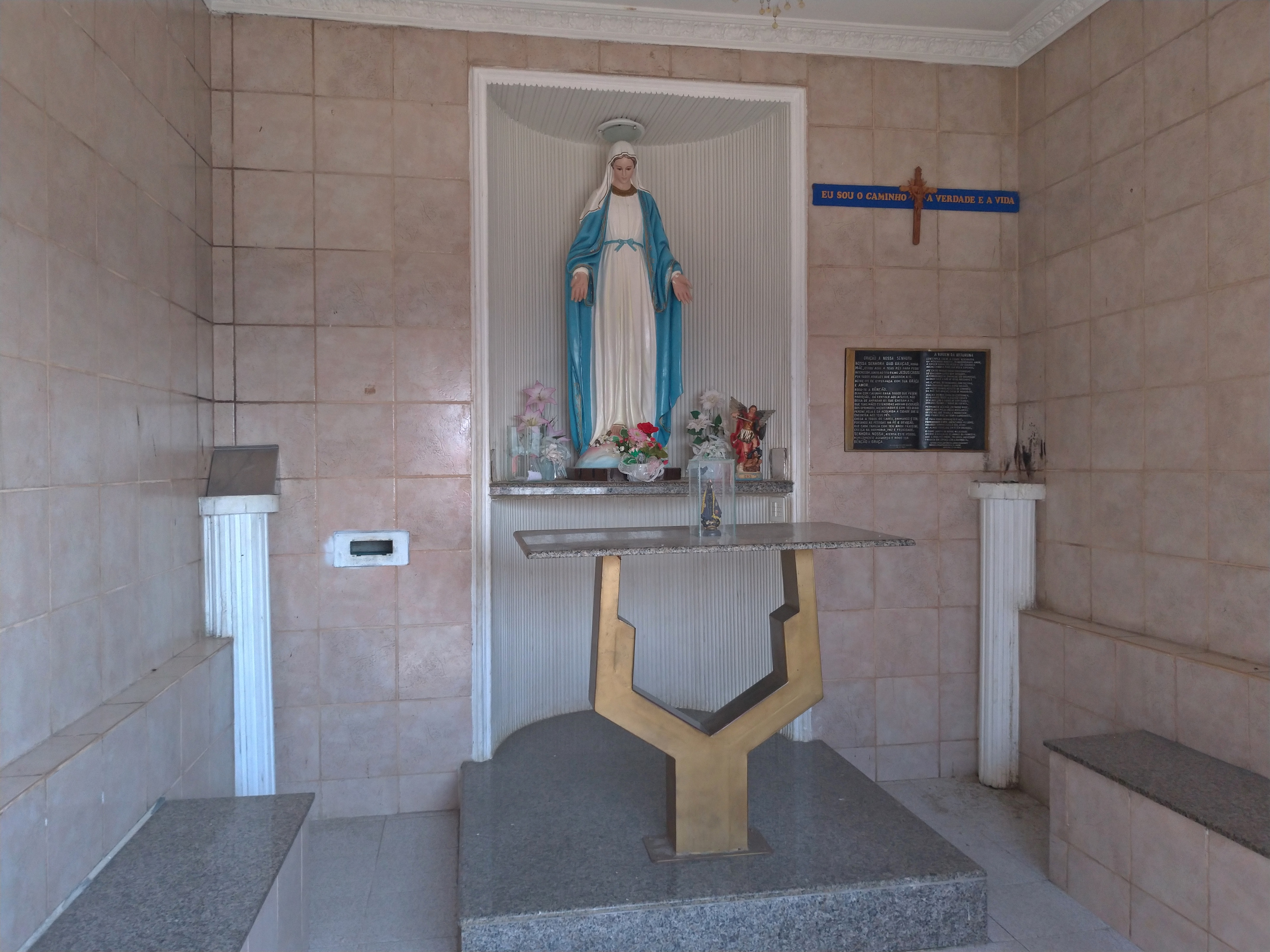
Capela de Nossa Senhora das Graças do Pico da Ibituruna, que faz parte do Complexo Monumento do Ibituruna, um exemplar de bem tombado como patrimônio cultural municipal.

Governador Valadares conta com legislações municipais de proteção ao patrimônio cultural ministradas por um órgão público, existindo tombamentos de bens materiais e imateriais. A prefeitura também possui um inventário com a catalogação de diversos bens do município. As atividades culturais são promovidas tanto pelo poder público quanto pela iniciativa privada ou mesmo pela sociedade, escolas e igrejas. Apesar da administração pública do setor cultural, empresas e pessoas físicas injetam investimentos em arte e equipamentos culturais sob intermédio da Lei Federal de Incentivo à Cultura. A pontuação de políticas culturais do município para o cálculo do ICMS Cultural, válida para exercício em 2024, foi de 3,00 em uma escala que vai de 0 a 4. A pontuação total, considerando variantes como conservação, despesas e quantidade de bens tombados e/ou registrados, foi de 14,20.

### Manifestações culturais
A cidade possui um folclore rico e diversificado. Há existência de equipes artísticas de teatro, manifestações tradicionais populares, dança, orquestra, coral, associação literária, capoeira, circo, escola de samba, bloco carnavalesco, desenho, pintura, artes plásticas e visuais e grupos musicais de acordo com o IBGE. No distrito de Penha do Cassiano cabe ser destacado o encontro de folclore, com manifestações típicas da zona rural do município e do Vale do Rio Doce, violeiros, sanfoneiros, rodas de capoeira e comidas típicas, sob realização da comunidade local em parceria com a prefeitura. Os espetáculos musicais acompanham os cortejos folclóricos, danças de roda e cantigas, atraindo frequentadores de toda a região.
Outra das manifestações culturais mais relevantes historicamente é o carnaval de rua, em fevereiro ou março, com desfiles dos blocos carnavalescos da cidade, trios elétricos e shows com bandas regionais. A origem das comemorações carnavalescas no município remonta às décadas de 1940 e 50 e inicialmente eram organizadas por clubes sociais frequentados pela classe alta valadarense, porém ganharam impulso entre as demais classes econômicas com a criação das escolas de samba — a primeira delas, "Bate-Papo", em 1955 — e dos desfiles nas ruas. O artesanato também é uma das formas espontâneas da expressão cultural de Governador Valadares, sendo que, segundo o IBGE, as principais atividades artesanais desenvolvidas são os trabalhos que envolvem materiais recicláveis e pedras.
A prefeitura é o principal agente promotor das artes em Governador Valadares, atuando no fomento de atividades artísticas voltadas para a comunidade em geral, com palestras, projeção de filmes, espetáculos musicais e teatrais e atividades de incentivo à leitura. Além da administração municipal, a Univale e o campus da UFJF, através de seus cursos superiores, promovem atividades e eventos relacionados à arte. Outra instituição com proeminente atuação no setor artístico valadarense é a Academia Valadarense de Letras, que desenvolve palestras, encontros literários e rodas de leitura e que ocasionalmente estende sua atuação às comunidades rurais. Por vezes, projetos culturais recebem aporte e auxílio financeiro das empresas que atuam no município por meio da Lei de Incentivo à Cultura, a exemplo da Vale e da Cenibra.

#### Teatro e música

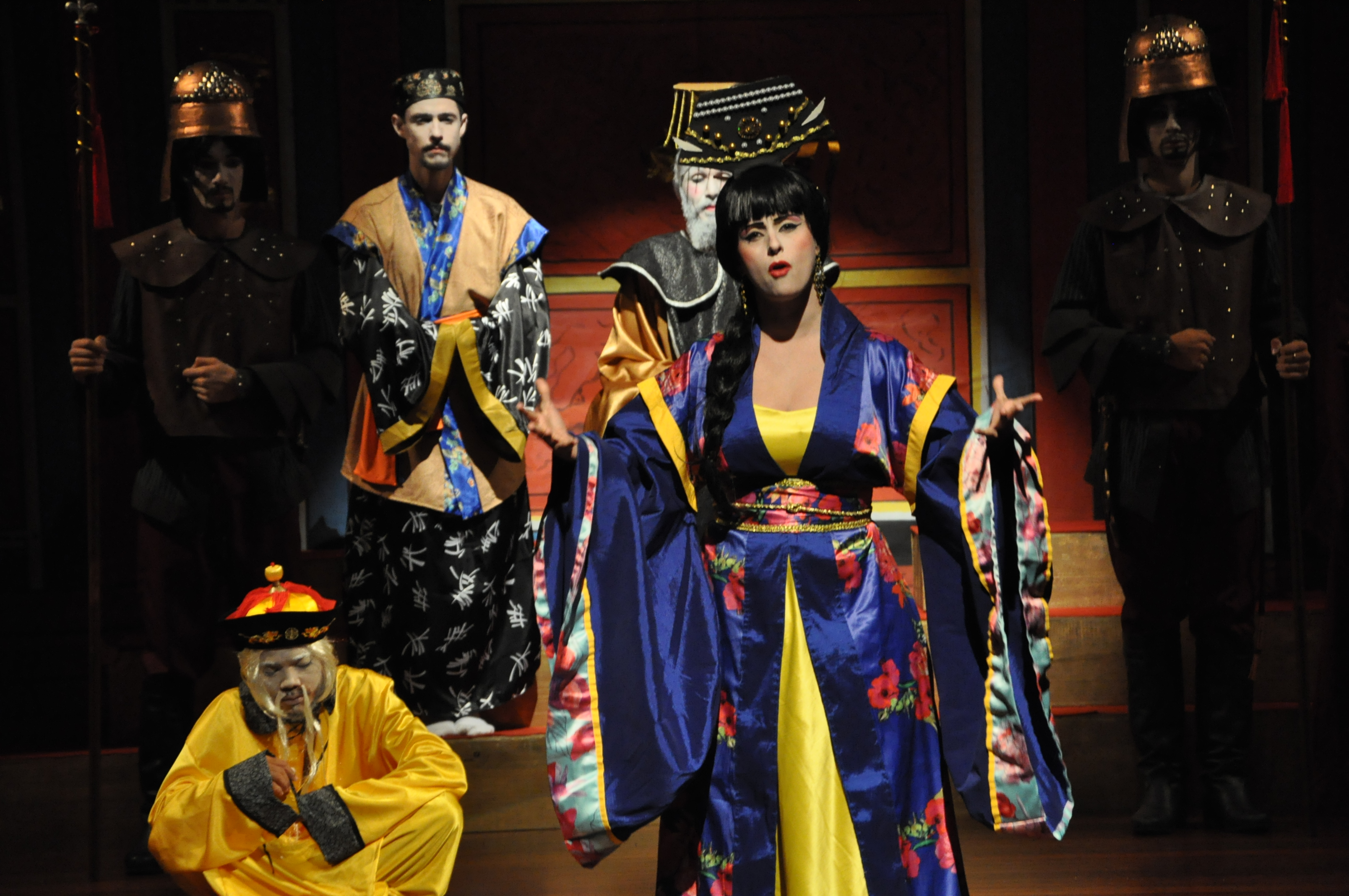
Apresentação da Companhia Katarriso

O teatro se expressa por meio de artistas locais, que atuam tanto de forma individual como coletivamente, em apresentações e eventos locais. O Festival Nacional de Teatro de Valadares (FENTA), promovido pela administração pública com parcerias individuais, é um dos festejos específicos mais relevantes da área teatral valadarense, envolvendo uma programação que abrange apresentações de artistas de dentro e fora do município destinadas ao público de todas as idades. Realizado pela primeira vez em 2001, os espetáculos ocorrem em locais variados pela cidade.
Dentre os grupos teatrais atuantes cabe citar a Cia. de Artes Asa do Invento, que oferece à população oficinas de circo e teatro e foi criada em 1991. Além disso, realiza peças em pontos como escolas, praças e durante festivais. A Companhia Katarriso, que se originou de um grupo de alunos do Colégio Tiradentes em 1990, é mais uma equipe teatral valadarense de repercussão. No decorrer de sua existência se destacou com diversos espetáculos em Governador Valadares, onde fornece aulas e oficinas, mas também já se apresentou em outras cidades de dentro e fora de Minas Gerais.
Criada em 3 de maio de 1942, a Banda Lira 30 de Janeiro é uma agremiação musical sem fins lucrativos que se destacou, com o passar do tempo, por atuar em diversos eventos e solenidades de Governador Valadares e região. Também se configurou ao longo do tempo como uma das principais escolas de música do município. Outro bem cultural do ramo musical é a Orquestra Filarmônica de Governador Valadares, conhecida pela realização de concertos musicais gratuitos para a população.

#### Espaços culturais
Em relação aos espaços culturais, destaca-se a existência de bibliotecas mantidas pelo poder público municipal, museus, teatros, estádios, ginásios poliesportivos, salas de cinema, clubes e associações recreativas, segundo o IBGE. O Museu da Cidade, administrado pela prefeitura, contém itens dentre documentos, fotografias, quadros e peças e artesanato dos índios aimorés que contam a história da cidade e da região. O Teatro Atiaia, inaugurado em 1982, constitui um dos maiores espaços próprios para apresentações teatrais. Foi desativado em função de problemas estruturais e de acessibilidade em 2015, porém sua reforma e reestruturação começou a ser cogitada em 2019, sendo reaberto em 2023. O Centro Cultural Nelson Mandela, criado pela prefeitura em fevereiro de 2014, funciona no prédio da antiga Cadeia Pública, que foi adaptado para receber uma galeria de exposições, auditório, sala para pequenas apresentações e a Biblioteca Pública Municipal Professor Paulo Zappi.
As salas de cinema eram mais populares no século XX, sendo que o primeiro deles, o chamado Cine Figueira, foi inaugurado em 1938. Governador Valadares chegou a possuir onze salas distribuídas pela cidade na década de 1960. O antigo Cine Palácio era tido como o mais luxuoso e era considerado como o portador do segundo melhor sistema acústico em uma sala de cinema em Minas Gerais, perdendo apenas para o Cine Brasil de Belo Horizonte. No decorrer dos anos 1970, no entanto, os cinemas começaram a cair em desuso até se extinguirem no município, em função da popularização dos televisores nas casas, acompanhando uma tendência do restante do Brasil. Depois dessas extinções o principal investimento em salas de cinema foi feito no GV Shopping, onde duas salas entraram em operação em 2000. As salas de cinema do centro comercial seguem como as principais em atividade.

### Eventos

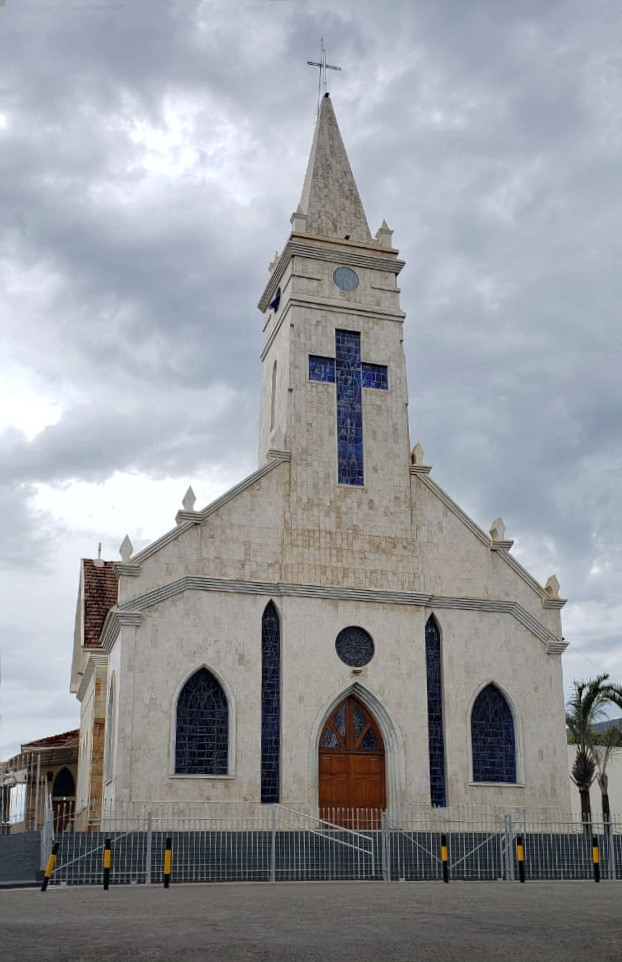
Fachada da Catedral de Santo Antônio, onde ocorrem a maioria das celebrações da festa do padroeiro Santo Antônio, em junho, dentre outros eventos religiosos.

Além das manifestações tradicionais, o município possui eventos diversificados que contribuem com a atratividade turística local. O GV Folia é um carnaval fora de época com apresentações musicais, estrutura imponente e trios elétricos que atraem frequentadores dos vales do Rio Doce e Jequitinhonha. Já a Festa da Fantasia constitui uma das maiores do gênero em Minas Gerais e no Brasil, acompanhada das apresentações de cantores e grupos musicais locais e nacionais. Tal como o fluxo de turistas, o evento eleva em especial o movimento em armarinhos, lojas de tecidos, costureiras e aluguel de fantasias, com encomendas de vestimentas. A Exposição Agropecuária de Governador Valadares (Expoagro), por sua vez, trata-se de uma exposição promovida pela União Ruralista Rio Doce com duração média de uma semana. Sua programação envolve exposições, leilões, concursos de animais, rodeios, vaquejadas e espetáculos artísticos, sendo considerada como um dos maiores eventos do setor agropecuário da região do Vale do Rio Doce. Atrai produtores e expositores de outras regiões do estado e do país e em 2019 alcançou a sua 50ª edição, com público médio que chega a mais de 100 mil visitantes em algumas edições.
A Expoleste é uma feira profissional com exposição de diversos negócios locais de amplas áreas, com a intenção de apresentar o potencial de Governador Valadares para os investidores. Além da feira de negócios em si, a programação inclui atrativos variados que são atrelados à economia da cidade, como apresentações musicais, palestras, desfiles de moda infantil e adulto e feira gastronômica. O Valadares Power, por seu turno, constitui um festival de cultura popular destinado aos interessados em tecnologia, inovação e cultura, estilo geek, cosplay, mangá, histórias em quadrinhos e esportes eletrônicos. Realizado pela iniciativa privada, mas com apoio ocasional da administração pública, abrange espetáculos musicais, competições de jogos eletrônicos, concursos independentes, áreas de recreação e comércio de livros e alimentos.
Também podem ser ressaltadas as comemorações do aniversário da cidade, que é celebrado em 30 de janeiro e tem programação que envolve dias seguidos de espetáculos musicais, apresentações culturais e competições esportivas. No dia 7 de setembro ocorrem as celebrações do Dia da Independência, com desfiles temáticos de escolas e instituições, além de apresentações culturais nas principais avenidas. Em relação aos locais mais utilizados para a realização desses eventos de maior porte estão o Parque de Exposição José Tavares, onde ocorre dentre outras programações a Expoagro; o prédio da antiga Companhia Açucareira Rio Doce, palco ocasional da Festa da Fantasia; e o centro de feiras da Univale, que recebe edições da Expoleste. No entanto, espaços públicos, como praças, ruas e avenidas, por vezes são ocupadas pelas festividades que atraem um contingente considerável de pessoas, a exemplo do Valadares Power, do aniversário da cidade, dos desfiles do Dia da Independência e do Natal Iluminado.
Quanto aos eventos religiosos católicos, pode-se mencionar a festa de Santa Rita, com procissões de romeiros rumo ao Santuário de Santa Rita, no bairro homônimo, missas e festividades em comemoração ao dia da santa, em 22 de maio. Entretanto, as celebrações religiosas em sua homenagem se iniciam nas semanas anteriores. A festa de Santo Antônio, padroeiro municipal, envolve a trezena, levantamento de mastro, celebrações especiais e barraquinhas com comida nos dias que antecedem o dia do santo, em 13 de junho. Nessa data ocorre o encerramento, com as procissões de fiéis na região da Catedral de Santo Antônio, missa solene e festividades. No dia de Corpus Christi, tapetes são confeccionados nas ruas dos bairros por algumas paróquias. No mês de junho são populares as festas juninas, com quadrilhas, apresentações musicais e barraquinhas com comidas típicas da ocasião, organizadas principalmente por comunidades católicas, escolas ou instituições públicas.

### Marcos e atrativos

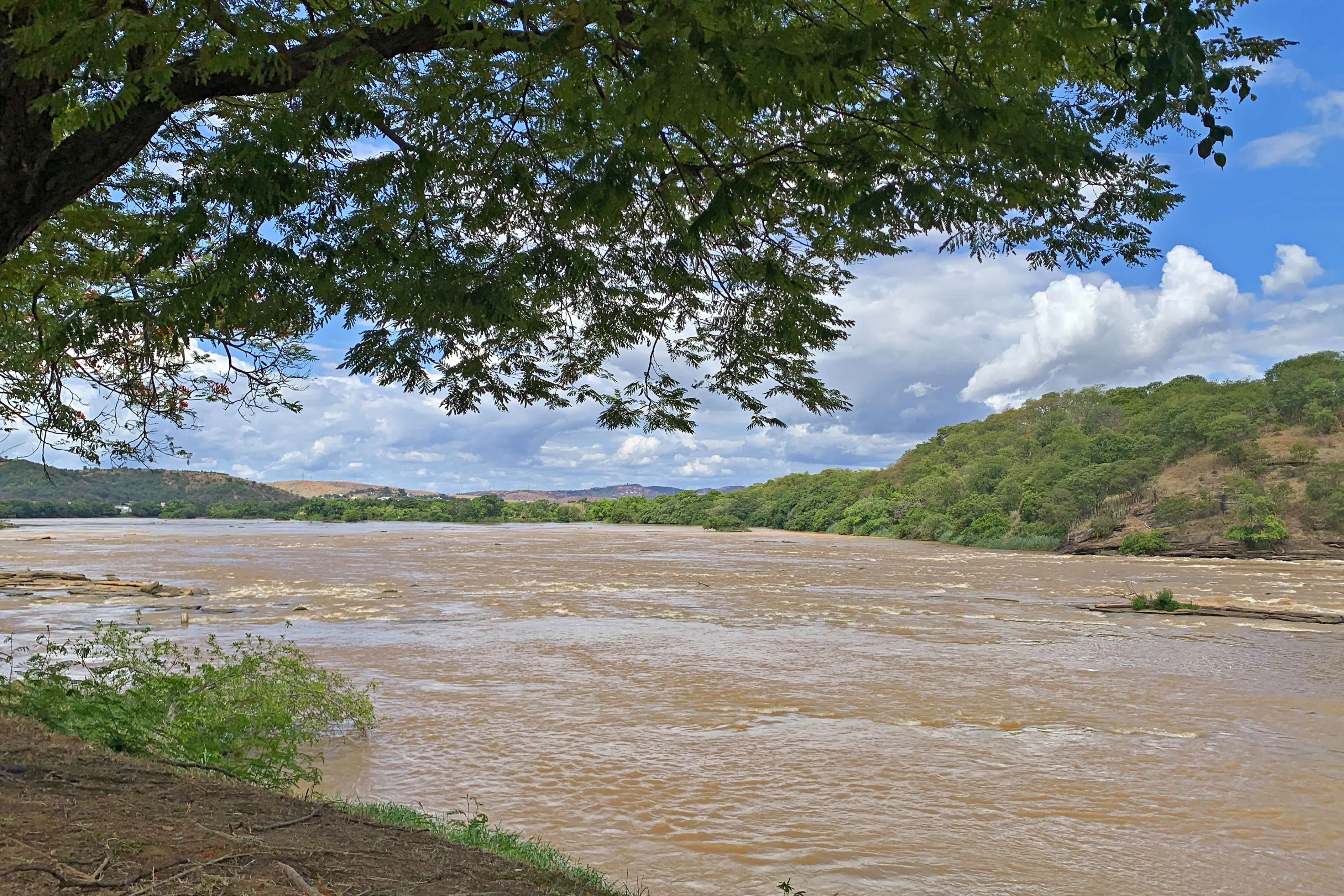
Rio Doce visto da Ilha dos Araújos

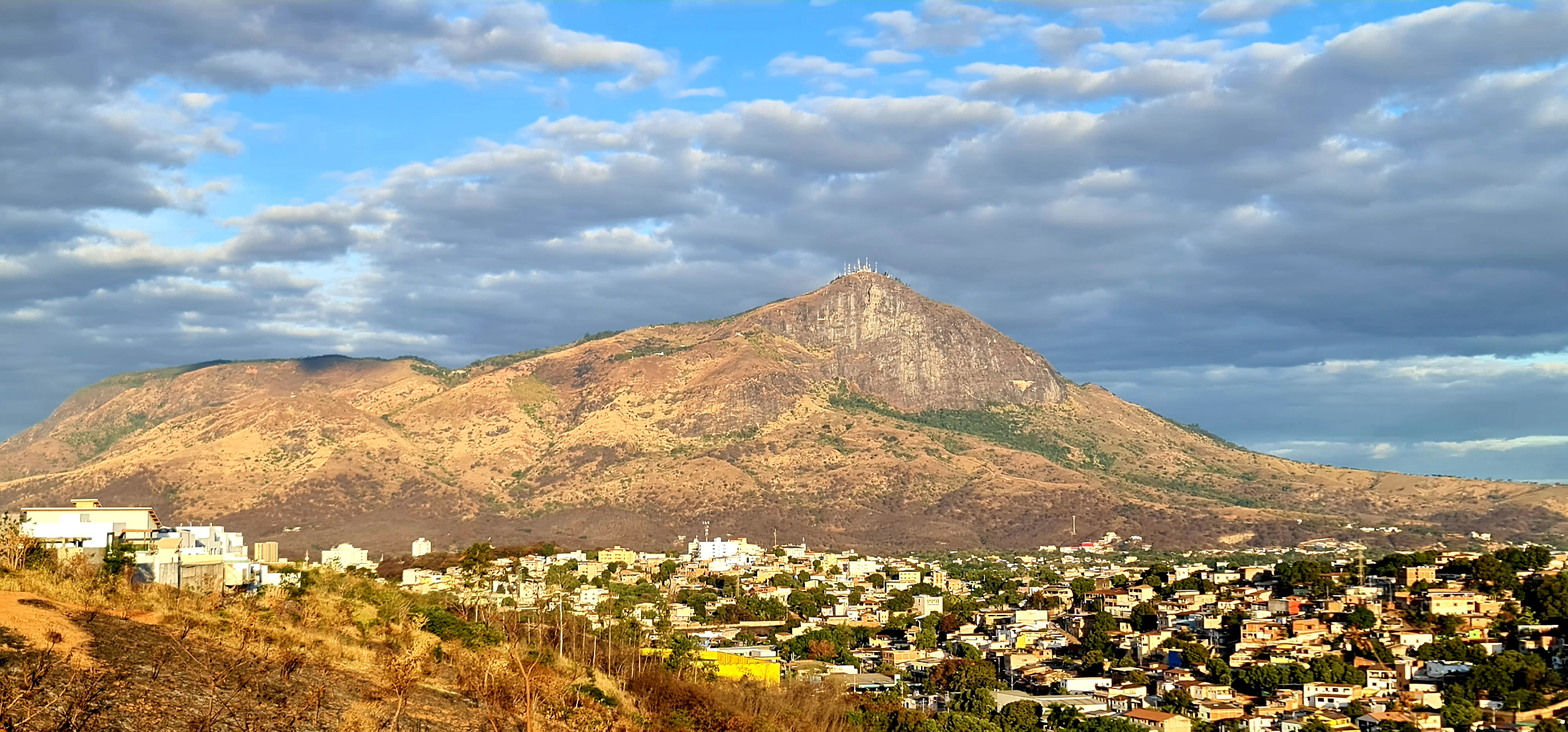
Vista do Pico da Ibituruna a partir do bairro Santo Agostinho

Governador Valadares faz parte do Circuito Turístico Trilhas do Rio Doce, que foi certificado pela Secretaria de Estado de Turismo em 2005 com o objetivo de estimular o turismo nas cidades integrantes. Segundo o Ministério do Turismo (MTur), o município integra o Mapa do Turismo Brasileiro, sendo classificado na categoria hierárquica "B", de uma escala que vai de "A" para os melhores municípios avaliados em quesitos de desenvolvimento econômico, estabelecimentos no setor de hospedagem e fluxo de turistas a "E" para os piores. Em 2019 havia 31 hotéis, disponibilizando aos visitantes cerca de 2 669 leitos. Além disso, existem 15 agências de turismo, seis casas de câmbio, oito locadoras de veículos, sete clubes recreativos e duas danceterias. A vida noturna também se faz ativa através de bares, restaurantes e casas noturnas que atendem aos mais diversos públicos.
Os principais atrativos naturais são as diversas serras, trilhas, cursos d'água e cachoeiras existentes na zona rural, algumas equipadas com infraestrutura para os frequentadores. Pode-se ressaltar nesse sentido o Pico da Ibituruna, que concede valor paisagístico à cidade e é utilizado para a prática de esportes radicais. Pousadas e sítios também favorecem o turismo rural e o ecoturismo na região da formação rochosa e a subida ao seu topo permite uma visualização panorâmica da zona urbana e da geografia de sua região. O rio Doce, entre a Ibituruna e o perímetro urbano, é outro elemento natural que propicia a geração de paisagens físicas atrativas, além de sons característicos nos trechos do curso que passam entre pedras. Em relação às cachoeiras, estão entre as mais frequentadas a do Véu da Noiva, que atinge os 32 m de altura, do Porto (estas próximas ao distrito de Santo Antônio do Pontal) e da Fumaça (em Baguari).
Próximo à zona urbana está localizado o Parque Natural Municipal, que foi inaugurado em 2015. Nele é possível visitar uma amostra de Mata Atlântica conservada nas margens do rio Doce, disponibilizando playground, trilhas ecológicas, centro de educação ambiental, área para exposição, horto e mirantes. Em meio ao leito do rio Doce se encontra a Ilha dos Araújos, onde se estabeleceu o bairro residencial homônimo. O bairro é bastante utilizado para caminhadas, corrida e ciclismo em seu calçadão arborizado, que conta com cerca de 4,5 km. Cabe ressaltar que as avenidas largas, a arborização e as diversas praças são aspectos característicos de parte do perímetro urbano valadarense.

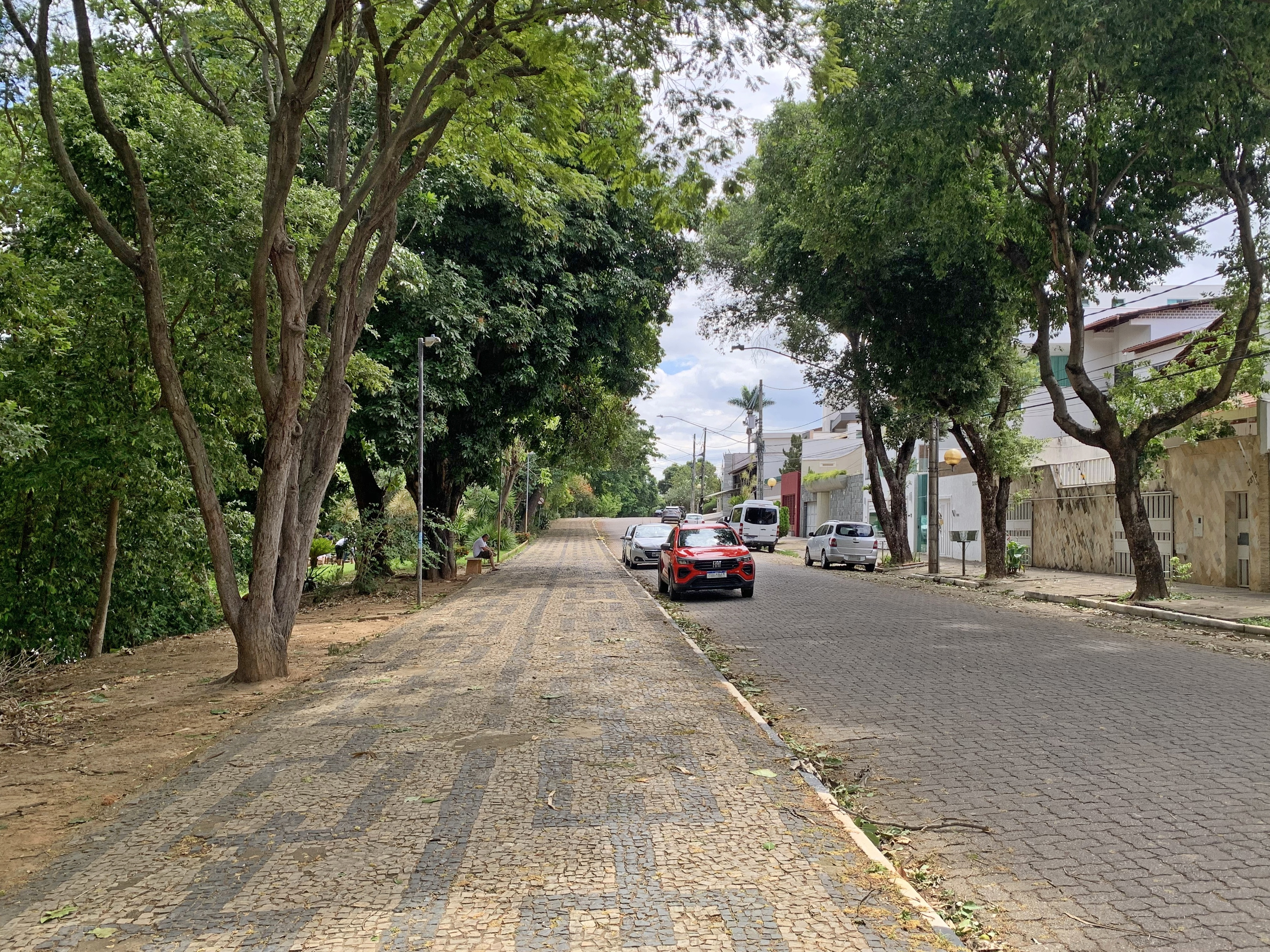
Pista de caminhada na margem do rio Doce, na Ilha dos Araújos.

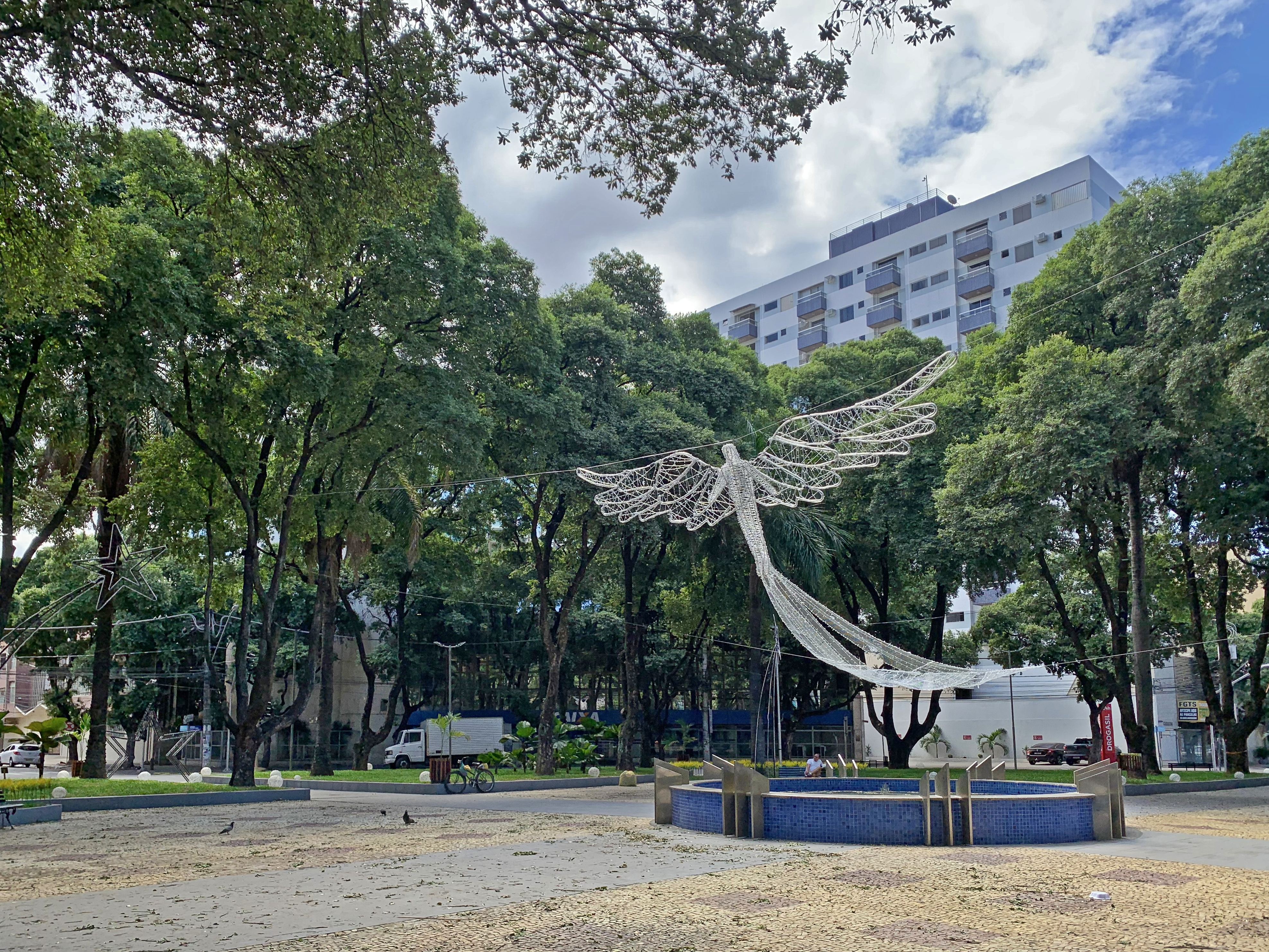
Interior da Praça Serra Lima

Dentre as praças, destacam-se: dos Pioneiros, onde periodicamente são realizadas feiras de artesanato e doces e programas culturais; Serra Lima, com seu chafariz e densa arborização com oitis e cujo nome reverencia um dos pioneiros e projetor da região central da cidade; João Paulo Pinheiro, mais conhecida como Praça da Estação, que abriga uma locomotiva produzida em Dusseldorf, na Alemanha, em 1925, utilizada na construção da EFVM; do Vigésimo, que contém um ficus e um marco que homenageia o vigésimo aniversário de emancipação do município, inaugurado em 30 de janeiro de 1958; Vereador Mário Rocha (do Banco do Brasil), datada de 1973; e 13 de Maio (da "Mulher da Boca Aberta"), onde está localizado um busto de bronze de uma mulher com a boca aberta que homenageia um movimento de mulheres contra a instauração do comunismo no Brasil na década de 1960.
Outro atrativo diretamente ligado ao rio Doce é a Ponte do São Raimundo, que intercede o leito. Com um tabuleiro de 447 m de extensão, trata-se da primeira grande ponte construída na cidade, servindo para a passagem da BR-116, e sua estrutura em pórtico com vigas em arco era tida como complexa para a localidade na ocasião de sua inauguração. Próximo ao bairro Universitário, na margem do rio Doce, está localizada a Companhia Açucareira Rio Doce (CARDO), antiga fábrica de açúcar e álcool criada em 1946 e desativada em 1972. O prédio foi adaptado como almoxarifado posteriormente, mas a administração municipal o adquiriu e promulgou seu tombamento em abril de 2001, aproveitando-o para a realização de eventos.
A Catedral de Santo Antônio, sé episcopal da Diocese de Governador Valadares, teve sua construção iniciada em 1924, porém suas origens remontam ao objetivo de substituir a antiga capela existente no local, que havia sido construída por ocasião da locação da EFVM, entre 1910 e 1915. O templo possui um relicário que abriga uma partícula dos ossos de Santo Antônio, considerado como o padroeiro de Governador Valadares. Já a Primeira Igreja Presbiteriana é datada da década de 1950, mas a elevação da primeira congregação da atual cidade à categoria de igreja ocorreu em 1915. Dentre os marcos já citados, cabem ser destacados aqueles tombados como patrimônios culturais. Além da Companhia Açucareira Rio Doce, do Pico da Ibituruna, da Maria Fumaça da Praça da Estação e do Antigo Templo Presbiteriano, detalhados anteriormente, são os bens tombados pelo município e que se encontram na listagem do IEPHA: o Complexo Monumento do Ibituruna (Santa do Ibituruna e capela pedestal), a fachada da antiga Cadeia Pública (datada de 1942), a fachada da antiga sede dos Correios (da década de 1940), o antigo mobiliário da sala do Tribunal do Juri, a argola de amarrar solípedes (usada para amarrar animais de carga, datada do final do século XIX) e o Painel Cubista do Edifício Helena Soares que ilustra a história da cidade.

### Esportes

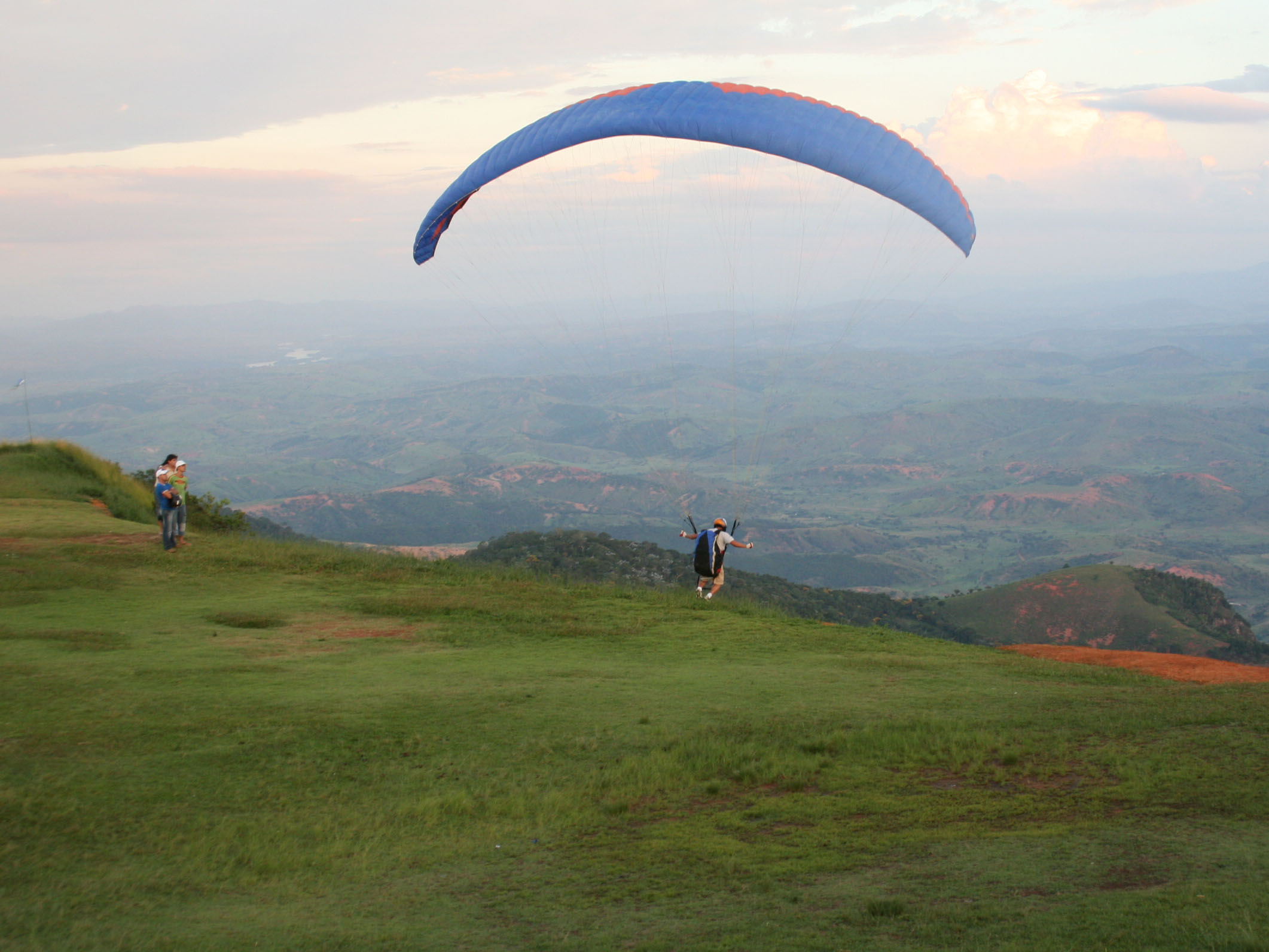
Um salto de parapente a partir da Ibituruna

Governador Valadares disponibiliza uma série de espaços e equipamentos destinados aos exercícios esportivos. A prefeitura investe em programas de inventivos à prática de esportes e na difusão da educação física e do desporto, como por exemplo no fornecimento de escolinhas de futsal e futebol a crianças e adolescentes. A chamada Praça de Esportes é outra iniciativa da administração pública e oferece à população em geral, de ambos os sexos e todas as idades, espaços para aulas e/ou execução de diversas modalidades esportivas, como o futebol, futsal, judô, vôlei, handebol, natação e alongamento. Nas escolas do município são desenvolvidos (sem periodicidade definida) os jogos estudantis, que são competições esportivas entre as instituições de ensino, e há grupos de atividades físicas próprios para a população idosa, que incluem eventos, interação social e danças. No entanto, segundo levantamento feito com base em dados do programa Estratégia de Saúde da Família em 2019, a prática esportiva entre a terceira idade ainda é pouco popular.
O Pico da Ibituruna, por sua vez, é conhecido internacionalmente por ser um dos locais mais propícios para a prática de voo livre no mundo, em função da corrente de ar predominante no local e da infraestrutura disponível, o que concedeu à cidade os títulos de "capital mundial do voo livre" e "Havaí do voo livre". A decolagem pode ser feita a partir de plataforma natural ou em plataforma artificial, que são utilizadas principalmente para saltos de asa-delta e parapente. Em função das condições favoráveis, Governador Valadares já sediou edições da Copa do Mundo de Parapente. A formação rochosa ainda apresenta condições adequadas para execução de outros esportes de aventura, como rapel, escalada, trekking, mountain bike ou caminhadas em trilhas. O rio Doce, por sua vez, é popularmente aproveitado para exercícios de canoagem, tendo sediado inclusive etapas da Copa Brasil de Canoagem.
Nas serras que compõem a zona rural também são praticados esportes radicais como treeking, mountain bike e downhill. Além disso, a cachoeira Véu da Noiva, no distrito de Santo Antônio do Pontal, é propícia ao rapel e escaladas.

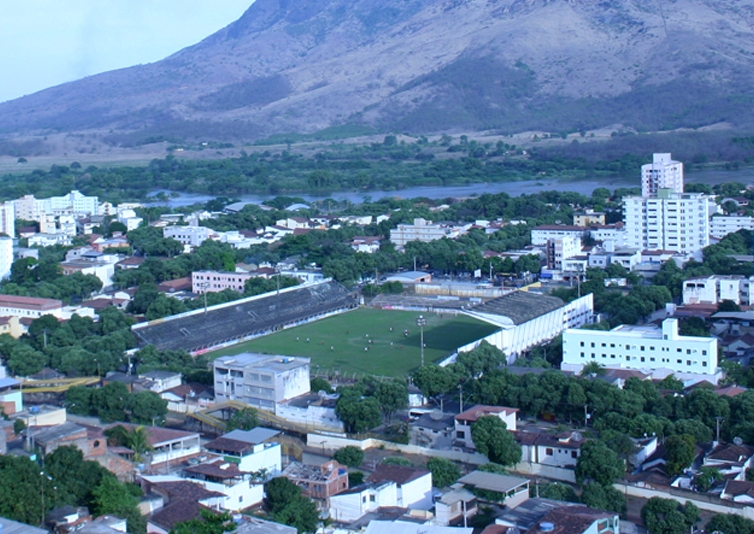
Vista do Estádio José Mammoud Abbas, o "Mamudão".

O Estádio José Mammoud Abbas é o principal estádio de futebol da cidade e da região e tem capacidade para mais de 10 mil pessoas, embora esse número seja reduzido para atender às legislações de competições oficiais. O "Mamudão", como é conhecido pela população, é considerado a "casa" do Esporte Clube Democrata, popularmente chamado de Democrata de Governador Valadares ou Pantera, por causa de seu mascote. A equipe foi criada em 1932 e se trata do time de futebol mais bem sucedido do município, com participações nas divisões principais do Campeonato Mineiro, do qual foi vice-campeão em 1991, da Copa do Brasil e das séries B e C do Campeonato Brasileiro. O estádio do Democrata, no entanto, ainda é usado com frequência por outros times em partidas importantes dos campeonatos amadores locais. Outro campo existente é o Estádio Mendes Barros, vulgo Campo da Liga, no bairro São Paulo. Também são utilizados para competições amadoras campos como Coopevale, do Internacional, Coab e de Baguari.
O Clube Atlético Pastoril é mais uma equipe da cidade que obteve ascensão no passado, tendo inclusive disputado o Campeonato Mineiro de 1969. O Valadares Esporte Clube (VEC), lançado em 2017, disputou a segunda divisão do Campeonato Mineiro de 2018, após união com o Ponte Nova Futebol Clube, mas mantendo o mando de campo no Mamudão, embora a equipe tenha instalado sua sede no Estádio Mendes Barros. Por vezes são realizados os campeonatos amadores envolvendo os bairros e distritos e até mesmo equipes de cidades próximas. Dentre as competições cabe ser ressaltado o Campeonato de Futebol Amador de Governador Valadares, cujos participantes precisam estar vinculados à Liga de Futebol Amador do município. Em 2018, pela primeira vez, o torneio contou com uma modalidade feminina.

### Feriados e símbolos
Em Governador Valadares há dois feriados municipais e oito feriados nacionais, além dos pontos facultativos. Os feriados municipais são o dia do aniversário da cidade, comemorado em 30 de janeiro, e o dia do padroeiro Santo Antônio, celebrado em 13 de junho.
O município conta ainda com dois símbolos em caráter oficial, uma bandeira e um brasão. A bandeira é composta por um retângulo dividido em oito triângulos azuis, com o brasão de armas do município ao centro sobre um retângulo branco. O brasão no centro da bandeira simboliza o governo, enquanto o retângulo branco simboliza o distrito-sede do município. As faixas representam a difusão do poder municipal para todas as regiões da cidade e também simbolizam as propriedades rurais do município.